# 神撃のバハムート
『神撃のバハムート』（しんげきのバハムート、Rage of Bahamut）は、Cygamesが開発・運営するソーシャルゲーム。2011年9月1日からMobage上で提供されている。
ファンタジーの世界観を持つカードバトル型RPG。プレイヤーは「騎士」となり、「伝説の英雄」や「神々」、「魔物」が封じられたカードを集めて世界中を冒険する。カードイラストは多数のイラストレーターの手による。
国内版は2011年度に「ファミ通アワード（ソーシャルゲーム ルーキー賞）」を受賞したほか、Mobage内で最もユーザの支持が高かったゲームとして「Mobage Award Platinum Prize」を受賞した。海外版もGoogle Play・App Store両方で売り上げランキング1位を獲得している。ゲームジャーナリストの新清士は、日本国内でしか受け入れられないと考えられていた「カードバトル形式アプリ」の常識を覆したと述べている。

## 沿革
- 2011年
  - 9月1日 フィーチャーフォン版サービス開始。
  - 11月11日 スマートフォン版サービス開始に伴いGoogle PlayおよびApp Storeでアプリ版配信開始。
- 2012年
  - 2月 Google PlayおよびApp Storeで、英語版『Rage of Bahamut』配信開始。
  - 2月2日 会員数100万人を突破。
  - 6月1日 テレビCM放映開始。
  - 6月21日 会員数200万人を突破。
  - 8月31日 韓国語版『BAHAMUT: Battle of Legends』配信開始。
  - 10月10日 「Mobage China」内で中国版配信開始。
  - 10月24日 Google Playにて繁体字中国語版配信開始。
- 2013年2月6日 会員数300万人を突破。
- 2017年1月26日 iOS版のサービスを終了。
- 2021年9月1日 10周年を迎える[4]

## 世界観
あらゆる種族の入り混じる神秘の世界ミスタルシア。世界を征服せんと魔族侵略派が侵攻し戦闘が勃発、人類と天界、魔族穏健派も侵略派の世界征服を防ぐべく共闘し、世界各地で交戦している。かくして世界は天界と人間界と魔界、そして陰で暗躍する「混沌の闇」により混沌の一途を辿ることとなる。
大陸には大昔、魔法技術が発達し、その技術を以て島を大空に浮かばせ一大王国を築いた「天人」が存在していたと言われ、現在もその名残である浮遊城が点在し、ゴーレム技術をはじめとする魔法技術の遺産が大陸各地に眠っていると言われている。

## キャラクター
※担当声優はゲーム・アニメ共通のもの。

### 人属性
騎士
プレイヤーが操る主人公。性別は、かつて選択できるシステムであったが、現在は廃止されたため不明（シナリオ中、女性キャラクターからは愛情・男性キャラクターからは友情を示されることが多いため男性として扱われている事が多いが、ホワイトデーキャンペーンに登場する男性キャラクターからは女性として見られている節もある）。グラムガルズ国（騎士の出身国。クエスト新章にて名称判明）の王の君命を受け、大陸各地を冒険している。ゲーム内コンテンツの「4コマのバハムート」の主人公ファイター（後述）とは別人である。
「世界救う剣」、「救世の騎士」の異名を持ち、その勇名はミスタルシア中に知れ渡っており存在を知る者は多い。
知名度は非常に高く、一介の騎士ではあるが人知れず幾度もミスタルシアの危機を救った経緯から「断罪者」であるシルヴィアに「いずれミスタルシアを滅ぼす存在」として危険視されていた。
混沌の闇との戦いで手にした騎士だけの聖剣で闘う影響から天人の魂をその身に宿すことが出来るが、天人の魂を宿した時『人』としての騎士は消滅する運命にあった。
熾烈な戦いの中で天人の魂を宿しかけるが、自身を信じて闘い続けている仲間やミスタルシアの人々を思い起こし、天人の魂を宿すことなく『人』として混沌の闇を打倒す。その後、消滅していくシン（混沌の闇）から「騎士、ありがとう。そしてごめんね。ミスタルシアは大いなる災禍と戦うことになるけど、君たちなら乗り越えられる」「光に包まれて終われるだなんて…なんて幸せなんだ」と、混沌の闇さえも救う「救世主」となった。
4周年記念イベントで、別時空にいる騎士はレイナと出会うことはなく、旅に出ないまま魔物たちに襲われて命を落としていることが明らかにされた。
5周年記念イベントでは新世界から現れた「外界の理」を退けたものの「見覚えのある闇」を使った罠にかかってしまい、その力と魂を奪われ隔離された空間に封じられてしまったが、外界の理によって復活させられたシンとミスタルシア中の人々と「外界の理」の配下の敵との戦いの後、復活。再びミスタルシアをめぐる旅に出ることになった。
6周年記念イベントでは突如現れた「天人の生き残り」を名乗るレトラフィアと彼女が生んだホムンクルス達と世界を破壊し神々さえも滅ぼす力を持つ、バハムートの影であるシャドウバハムートとの激闘を仲間たちと制するも、消滅しかけていたシャドウバハムートの首に食われ、肉体・意識ともに影と一体化し完全消滅してしまった。しかし、一緒に旅をしてきた新世界で生まれたホムンクルス・エヴァミアがアーティファクトを使って「紡いだ」結果、復活し仲間やエヴァミア、ミスタルシアの世界に再会することができた
7周年記念イベント第一部・第二部では表立った出番はなく、偽神ロキが暗躍する異界の地『東京』にいる同一存在である主人公（東京）と同化し、崩壊する世界に立ち向かうための力を目覚めさせた。騎士と主人公（東京）の魂はほぼ同一のものとされており、ミスタルシアの主神の一人であるオーディンですら見紛うほど。
2016年年末から実装された「クエスト新章」では新たに傭兵ギルドに所属するフィリア・ロランド・長い間地下神殿で世界の事を学び、「騎士と共にミスタルシアを旅する」使命を持った神官のシエル達とバハムート復活の予兆とされる「漆黒の欠片」とかつてミスタルシアで起きた「三つ巴の戦い」で冥界に封じられた、自らを「人の始祖」とする漆黒の鎧の騎士アベル達との戦いに身を投じていく。
人知れずミスタルシアを救う戦いを続ける一方で苦労人であり、一時的に吸血鬼にされる（どうやって人間に戻れたかは不明）、ゾンビになりかける、殺人事件の捜査、騎士を我が物にせんと企むユリウス達に狙われる、龍殺しの冤罪で法廷に立たされる、海辺の野球でピンチヒッターとして打席に立つ、魔法少女を憎む悪魔バロンに目の敵にされる、「白銀の使徒」レイヴンから『白銀の女神に刃向かう存在』として「悪逆の騎士」扱いされる、たまたま路銀を稼ぐために働いていた海の家で起きた料理対決の助っ人、ファッションショーで美を競うべく戦う、偶然訪れたお菓子の国でヴァンピィと見習い魔女のエミルの2人の世話を焼く（その様子から「子守り」扱いされる）、猿人族のジャンがかつて所属していたアサシン集団「申殺会」の頭目シンハから「さらなる強さ・高みへ至るための敗北を与えてくれる好敵手」として狙われる等々、ミスタルシアの危機との関係の有無に関わらず、何かと騒動に巻き込まれている。
卓抜した剣技の他に魔法（詳細の描写はないがセラフ・マナリアによればアンにも匹敵する程の魔力）も行使ができ、術式の展開・詠唱を同時に行える稀有な存在（同じことができるのはアンのみ）。
また「流星マグロを剣術で捌き、本来の味を引き出す」、「カッツェの一族秘伝の盗賊走りをあっと言う間に身に着けてしまう」、「温泉宿で二千人近くの客の配膳を一人でやってのける」、社交ダンスに不慣れなシエルやフィリアをリードしながら踊れる、いつ停止してもおかしくない状態のツヴァイの心に同調し「心を救う」ことに成功するなど、戦闘以外でも抜群のセンスを持っている。初めて体験する競技や風習も、長年訓練を積んでいたかのようにやり遂げてしまうのも毎度のことである。
さらには値切り交渉にてスマイルを向けただけで店の商品が全てタダになってしまった事、着こなしや立ち振る舞いのセンスをミラノリスの女王ネルシャに認められた事から、サフィラからは「人をたぶらかしてるだけで生きていける」、マリオンからは「その気になれば、すぐ国王になれる」と言われている。
レイナ
ミスタルシア最古の種族「黄昏の民」の末裔。騎士の前に現れては色々と協力をする、ゲーム内のサポートキャラ。主に恒常化されている通常クエストに登場し、Lv上げの素材を目的としたカードとしての役を担う。また、登場するわけではないがすべてのイベントにも騎士のサポーターとして関わっている。ゲーム開始時点で彼女が騎士の「他者と絆を結び、それを力となす」能力を見出したため、騎士は自身の力に覚醒した。そのため、もし彼女と騎士が出会わないと、騎士は能力に目覚めずに死亡することとなる。エンジェルレイナ（神属性）やデビルレイナ（魔属性）という派生カードがある。
アーサー
エウロパ大陸の大国ログレスの国王。「円卓の騎士」を従え、そのカリスマ性から民衆から圧倒的な支持を得ている。いち騎士としても高名で、「騎士王」の二つ名を持つ。
アン
声 - 日笠陽子
マナリア王国の王女。類稀な魔術師の素質を持ち、その向学心から王宮を飛び出してマナリア魔法学院に入学。瞬く間に頭角を現し、その愛らしい容姿と性格が相俟って「学園の華」と呼ばれるようになる。学園生活の中でグレアと知り合い、親友になった。
魔術師としての才能は唯一無二と言われ、それまで数多の大魔術師が到達し得なかった「英霊召喚（英雄や賢者の魂を召喚し使役する）」を発現させるほど。
自分の特に気に入った人物を必要以上に愛でる傾向があり、特にグレアやリディは度々翼や尻尾を撫でられている。
『グランブルーファンタジー』イベントにも登場。マナリア学園の危機に留学先からオーウェンと急遽戻り、異界から召還してしまった魔物たちを封じるための異界の門を閉じる呪文を、門を開いた呪文を総当り式に組み替えることで探し当てる、という力技により開発。事件の解決に大きく貢献する。
『プリンセスコネクト!』とのコラボレーションでは、身長:156cm、誕生日:12月1日、血液型:AB型、趣味：読書、体重:55kg、年齢:17歳　という設定がついた。
リーシャ
声 - 川澄綾子
ヴァーレリア国空挺騎士団所属。空挺騎士団創設者で名将と名高い「狼帝」キャプテン・ヴァルフリートの一人娘で、父のような立派な人物になろうと騎士団に入団、やがて大空への憧れから父と同じ空挺騎士団に志願し、偉大な父親の名と周囲の期待にコンプレックスを抱きながらも持ち前の明るさで頑張っている。
実戦演習中にフォルテ率いるダークドラクーンの襲撃を受け、さらに暗獄界に引き込まれた上、指揮官で憧れであったセリアが「混沌の闇」に意識を支配され、敵対したことに戸惑いを隠せずにいたが、仲間たちの励ましもあり敵を跳ね除け暗獄界を脱出し、いち騎士としても大きく成長した。
『グランブルーファンタジー』にもキャラクターとして出演。
ヴァルフリート
声 - 池田秀一
リーシャの父。
ヴァーレリア国において「狼帝」の異名を取る軍人で、空挺騎士団のリーダー。歴戦の猛将であり、配下の騎士団院からの信頼は強い。
また軍人以外にも、もう1つの顔として、ラスティ、アマリアと同じように「混沌の闇」と戦うために結成された「煌閃の騎士団」の一員という肩書も有している。
モニカ
声 - 辻あゆみ
ヴァーレリア国空挺騎士団を率いる船長。リーシャの上官。
風貌は幼く、初対面の人物からは子供と間違われやすいのだが、船長として高い指揮力と戦闘力を有している女傑である。武人肌で口調は中世的。
ミスタルシアのどこかにある魔法の国『マジカリア』の女王とちょっとした契約を交わしており、魔法少女ならぬ『魔法提督 ラブリー・モニカ』に変身する事が出来るらしい。
『プリンセスコネクト!』『グランブルーファンタジー』に出演しており、『プリンセスコネクト!』では味方キャラクターとして使用でき、ドイツ軍所属の17歳と設定された。フルネームはモニカ・ヴァイスヴィント。
セリア
声 - 早見沙織
ヴァーレリア国の士官で、冷静沈着で采配力に優れ、その優秀さから王からの信頼が厚い。
空挺騎士団に所属しヴァルフリートの師事を受けた時期もあり、後に空挺騎士団指揮官に配属されたが、実戦演習中での不慮の事態に一瞬の隙を突かれて「混沌の闇」に意識を支配されリーシャたちと敵対、闘いの果てに一時は行方不明となったが、その後は再会して再び行動を共にしている。
空挺騎士団時代は今の姿から想像できないほどおっちょこちょいな性格だったらしく、時折リーシャを自分の新米の頃と重ねることがある。
フェリル魔導院に妹が院記として働いている。
ユリウス
声 - 木内秀信
『天人の卵』を研究する若き学者。公爵位を継承していたが、その実国王の私生児であり、その血筋ゆえに受け継げない王座をひそかに狙っていた。その過程で天人の卵と融合し、天人の力を手に入れた（その際、大量の触手と融合してしまったため、ヴァンピィからは『ニュルニュルおじさん』と称されている）。表向きは美形の紳士を思わせるが、本性はこれでもかというほどのサディスティック。
かつてはアルベールの部下であり、友人でもあったが、天人の卵を巡る一件で対立。現在は騎士団を離れて気ままな一人旅を続けている。その後王座への執着はなくなったと発言しており、アルベールとその騎士団にも陰ながら力を貸すなどしている。
騎士に対して並々ならぬ執着心を抱いており、闇オークションで聖なるカカオを食べた悪影響も手伝い、騎士を同行していたガレット達から連れ去った際に「強者だけが上に立つ新世界を作り、その頂点に騎士を君臨させる」という目標を話し、エクストラストーリーで「更なる強さの高みを昇る」「新世界を作る」「騎士を手に入れる」ことを諦めないと語っている。
フィーナ
声 - 戸松遥
大陸各地を転戦する傭兵の少女。時々親友のティナとコンビを組むこともある。最近は知り合ったゴブリン族の少女（通称「ミニゴブ」）と組んで共に旅をしていたが、ミニゴブがゴブリンエンペラーと強引に結婚させられるために拉致され、彼女を助け出しながらも再び騎士達と共に戦うことになる。
『グランブルーファンタジー』にも登場している。
ティナ
声 - 堀江由衣
大陸各地を転戦する傭兵の少女。魔法を得意とする。ルシウスとは兄妹、フィーナとは親友の仲で、たびたびコンビを組んでいる。怖い話が苦手でゴーストなどの霊体のモンスターも怖がる。騎士に憧れており、強く成長するために共に旅に出たいと思っている。イベント「虹花海岸と人魚の秘宝」以降は、ルゥやナイトメアとも交流を持つ。
『グランブルーファンタジー』にも登場している。
ルシウス
声 - 子安武人
大陸各地を転戦する歴戦の傭兵。剣技に優れ正義感もあり、「ゴプリンハンター」「ヴァンパイアハンター」など数々の呼び名を持ち、数々のモンスター退治をこなしてきたため人々から「勇者」「。、」とも呼ばれている。得意技は「白刃一閃」。傭兵であるためイベント終了と同時に失職することを、「4コマのバハムート」などでいじられている人気キャラで、3周年記念の柴田亜美版「4コマのバハムート」でも取り上げられた。妹のティナを大切に思っており、時々コンビを組んでいるが、重度のシスコンで過保護な言動に鬱陶しがられ、またその数々の呼び名で「転職ばかりのはっきりしない兄」と文句を言われることも。2014年4月1日（エイプリルフール）には「嘘ではないネタ」として1日だけ「アイドルマスター シンデレラガールズ」のゲームシステムを模したイベントが行われ、アイドルも経験した（後にエフェメラ、騎士と共に就職活動するイベントの際、履歴書には数々の肩書きの中に「アイドル」も記載されている）。ルゥら落ちこぼれ生徒を集めたマナリア学園V組の臨時教員や不良生徒に牛耳られたレルダ逢魔学園の臨時教員として雇われ、「落ちこぼれなどいない」との信念のもと、豊かな人生経験を生かして真摯な指導を行い、生徒たちからも慕われる（一部生徒には恋愛感情を持たれる）が、結局諸事情により惜しまれながらも学園を去っている。
『グランブルーファンタジー』にも登場している。復讐者としてのルシウスが復讐を果たすイベントも行われたことがある。
エミリア
声 - 沢城みゆき
王都騎士団の少女。前騎士団長・エリックの一人娘でもあり、父の背中を見て、いつの日か父と同じ騎士になろうと幼少の頃から剣の修行をしていたため剣技に優れている。しかし父が戦死し、悲しむ間もなく王都に進軍する魔族軍に交戦することとなり、父の形見である剣を手に魔族軍と交戦し無事魔族軍を撤退させ、その功績を評価され正式に聖騎士団に入団、父の意志を継ぐこととなった。
後に勃発した、同盟国ログレシアの聖騎士達による反乱では、救援に駆けつけるも捕らえられ、処刑の憂き目に遭っていたが、騎士と女王ナターシャによって助けられる。そして聖騎士団長メアリーと共に真の黒幕であるシルヴィアと対峙した。
7周年記念イベント第一部では、異界の地『東京』で暗躍するロキの思惑により『東京』へ飛ばされてしまう。その際にミスタルシアに関する記憶の一切を封じられ、ヴァイスと呼ばれる異形の化け物の影響で「就職エージェント」として働きながら父親と幸せに暮らす女性としてすごしていた。だが、ジャンヌや主人公（東京）と出会い交流をしていくうちにヴァイスに襲われるも、主人公（東京）から受け取った細身の剣を手にし戦うことでミスタルシアの記憶を取り戻した。その後はこれまで通り過ごしながらも、世界の異変をただすためにジャンヌや主人公〈東京〉に協力している。
リテュエル
声 - 下屋則子
かつての昔に黄金郷として栄えたゴルディナ王国のプリンセス。
当初は黄金の像として数百年の時を眠っていたが、とある偶然から再び人として覚醒。その後、騎士と幾度となく行動を共にすることになる。
大人しく物腰も穏やかであるが、それを打ち消してしまう程の極端な不幸体質を有しており（道を歩けば落石や地盤沈下、手にしたお菓子は呪いの品々、星に願えば隕石が落ちてくるほど）、慣れている人物でも命の危機すら感じる程凄まじいものがある。
普段は守り人の末裔であるソニアと一緒に旅をしているが、リテュエルの不幸体質に巻き込まれても平然としていられるのは現段階では彼女と騎士だけである。
ルゥ
声 - こやまきみこ
マナリア魔法学院に通う少女。悪く言えば頭がゆるく能天気でマイペースな性格で天然トラブルメーカーだが、誰とでも打ち解ける性格から学院の人気者。妖精たちとも仲がよい。魔法の実力は上位レベルで、とある日に天空城から落ちてきたモンスター「ボールアイ」をペットとして飼い、時にはボールアイを武器（主に遠投武器）にして闘うことも。
魔力の実力は高いが、それに反比例して勉学の方は壊滅的であり、学園始まって以来の留年者になりかけた。そのうえ本人も勉強する姿勢に耐性が無く、長時間の座学の末に幻覚すら見えてしまうなど惨憺たるものであった。それでも友人となったティナとナイトメアとの特訓、そして奇跡的な覚醒により、留年は何とか免れる。
『プリンセスコネクト!』とのコラボレーションでは、身長:144cm、誕生日:2月4日、血液型:O型、趣味:食べること、眠ること、体重:45kg、年齢16歳　という設定がついた。
ドロシー
天才の名をほしいままにする自由気ままな大魔女。神や魔王に匹敵する魔力を持ち、その力は結界・距離・次元ですら超えることができる。そのため「闖入者（全ての世界を行き来する者）」として恐れられている。しかしそれ以外のことは人並みにできず、知人たちの間では「家事ゼロのダメ魔女」と呼ばれている。
妖精郷を訪れた際に出くわした厄災を討ち滅ぼし、妖精女王・ティターニアと親友となり、友情の証として妖精女王に受け継がれる「神樹の杖」を授けられ、その力をもって別世界の扉を開けられるようになり、「新世界」へ行き来できるようになった。
メディア
ドロシーと対を成すと言われている大魔女。冥界の女王より魔導を学び、その膨大な知識と魔力は「生命の円環」をも越える魔を創造し従え、天魔の神々に匹敵する力から「天魔術師」と呼ばれ恐れられている。しかしその危険すぎる力故に悲劇に襲われることも少なくなく、常に孤独感を抱いている。
ステラ
大魔女のひとりで、生まれた時から「星見の丘」に住んでいる。生まれつき予知能力があり、幼少の頃より星を見ては未来を予測しており、魔導を学ぶにつれその才能を開花させた。星々より力を授かったその力で悪しき者たちから故郷を守り、時には善なる心の素晴らしさを説いたことから「星護」と呼ばれている。
カグヤ
天月の女王。幼少の頃アシアの養父母や周囲の人々に大切に育てられたため歴代女王の中で一際アシアの故郷への思い入れが強く、極稀に王宮を抜け出して養父母の下に行くことがあり、その度に王宮を騒がせたりしている。
リーアム
声 - 鳥海浩輔
ツヴァイの創造主である人形師。ゴーレムマスターへの劣等感から、魔族と契約を交わして人間を人形にする力を手に入れ、かつて自分の弟子であったノアの恋人、ロザリアを人形に変えて襲わせるほどの非道ぶりを見せた。
騎士の前に何度も立ちはだかり、その度にしぶとく生き延びていたがあまりにも呆気無い最期を迎える事となる。
クラーク
声 - 柿原徹也
ホムンクルスの研究者で自らの手でホムンクルスを生み出すことを目指している。強い知識欲の持ち主であるが、根は良心的な性格で自分達を騙していたリーゼロッテを決して見捨てず面倒を見続けた。
とあるイベントで登場した際、「どこかの学院で教師であるクラークが生徒である騎士に恋い焦がれており、「教師と生徒でありながら恋人関係」という『禁忌』を踏み越えるか否かで悩む」という幻惑にとらわれたことがある。
ミリアム
声 - ゆかな
クラークが発見した新種のホムンクルスで騎士から与えられたエレメントによって外見と性格が変化し、神属性のエレメントを多く与えると穏やかな性格に、魔属性のエレメントを多く与えると勝気な性格になる。
イベント期間中には育成でき、与えたエレメントでLvを上げたり技の書でスキル変更を行え、期間終了後は一定のLvに応じたランクのカードとなって配布され、デッキに組んで戦闘可能になる。
ラスティ
声 - 宮野真守
騎士と共に武器商人ベルガに奪われた王家の秘宝を奪還するために遣わされた青年。嘘をつくことが好きで「他人を信じるな」が口癖の胡散臭い人物だがその正体は「混沌の闇」と戦うために結成された「煌閃の騎士団」の一員である。
プリム
声 - 日高里菜
騎士の出身であるグラムガルズ国の第1王位継承者であり王女で、まだ幼い少女。純真無垢でのんびりした性格をしており、人を疑う事、憎む事を知らない。
アッタエル国の侵攻に際しては、（敵の策略により）不在であった軍隊長や高官の代わりに自ら兵を率いて戦う一面も見せた。
ミゲル
声 - 花江夏樹
かつてミスタルシアの巡りにおいて、当時熾天使だったルシフェルと邂逅した少年。生まれつき魔物を召喚できる体質であり、それが災いして父親や周囲の人間から激しく忌み嫌われていた。
そのため当時は魔物達以外に信頼できる友はおらず、天上から自分達を見ている神でさえも自分達を消そうとしていると知り、半ば絶望じみた想いすら抱いていた。
ルシフェルは絶対神アルビデルの命によって彼を討伐しようとするが、彼から真実を聞かされた結果、主君と天界に疑問を抱き始める。そして、それらが最終的に反旗を翻す引き金となってしまう。
本来の歴史ではこの時点で命を落としており、彼の名を受け継いだ魔獣達によってミスタルシアが蹂躙されるという流れが成立していた（騎士が最初に斃した敵が、「ミゲル」の名を受け継いでいた）。しかしパッセによって改変された流れでは、アルビデルに拘束され、ルシフェル共々数多の拷問に苛まれ続けた結果、全てに絶望して世界の滅亡を願う魔人「エターナルペイン」へと変貌してしまっている。
エリオ
声 - 山岡ゆり
かつてレイジアの地にて破壊神ヴィズヤを封じたといわれる三将姫の子孫の1人。神器の1つである剣『エリンディア』の使い手。
肉体派タイプであり、考える事は得意ではなくマリサからは「脳筋女」と呼ばれる事も。レイジアにやってきた騎士の強さを認め、自分の物になれと再三勧誘してきている。
また、対ヴィズヤ用の奥の手である自爆魔法・エンデを行使する事が出来る。
シン
声 - 立花慎之介
混沌の闇と戦う煌閃の騎士団と騎士の前に現れた謎の少年。自らを「聖剣に相応しい担い手である」と語り騎士たちから聖剣を奪おうとしたがアマリア達に反対されたことから騎士とどちらが担い手に相応しいか聖剣に選んでもらうため、聖剣の中の世界で騎士と導き手のスイ・ペネと共に大量のジャスパーに追われながら聖剣の間に向かう。そして聖剣が騎士ではなく自身を選んだことを機に正体を明かす。
その正体は混沌の闇を封じた先代の聖剣の担い手であると同時に、混沌の闇に加担した第3の預言者の手によってその体を奪った混沌の闇であるという衝撃の事実であった。正体を明かす前は「僕が君（騎士）と世界を救う」正体を明かした後も「死を持って君を救ってあげるよ」と言い、騎士を特別視しているような発言をしている。
聖剣によりかつての力を完全に取戻し、『人』としての騎士でなくなった体に天人の魂を宿らせ、ミスタルシアを覆う光として闘わせようと自身の分身である混沌獣を差向ける。熾烈な戦いの中で更なる真実を騎士に明かした。それは、かつてミスタルシアの人々と共に外部から来た敵と戦い、散って行った天人達の意識の集合体であるという。騎士たちと天空城で戦い、自身を天人だと思い込んでいたホムンクルス・ヴェラが『秘法』を発動し、混沌の闇に触れなければ『シン』という存在は生まれなかった。そして無数の天人たちの意識の集合体であるため、自身の意識に残された極わずかな時間、『シン』でいる間に騎士に倒されることを望んでいた。しかし騎士が天人の魂を宿すことを拒み続け、『人』として幾度も挑んでくる騎士との戦い続けている内に『シン』の意識は消滅。天人達の怒り・悲しみ・絶望・憎しみに支配され、暗獄の闇の化身と成果てるが騎士が最期に放った光により戦いに終止符が打たれ、消え行く最中に『シン』を取り戻す。「大いなる災禍」との戦いが起きても乗り越えられること、騎士が自身にとっても救世主であること、光に包まれて最期を迎えることに幸せを噛みしめながら消滅した。
5周年記念イベントにてミスタルシアを掌握せんとする新世界の神「外界の理」によって復活させられ、騎士とミスタルシアの存亡にかかわる壮大な物語を紡ぐことになった。特別エンディングにて、騎士に最後のあいさつを交わした後に再度消滅した。エンディングイラストで夜明けの大地に佇み、かつて愛用していた聖剣をつきたてている。
6周年イベントでは新世界で生まれたホムンクルスとの戦いで傷つき、暗闇の中で倒れていたジャスパーの前に現れ「これからは自分のために生きてほしい」と告げて消えていったが、本人なのかジャスパーの記憶から生まれた幻なのかは不明。
レヴィ
声 - 茶風林（老年期） / 井上和彦（青年期）
"愚者の森"に住むという偉大なる魔法使い。姿はサンタクロースをややほっそりさせたような印象である。
ミスタルシアで唯一の蘇生魔法の使い手であり、ルシフェルによって命を落とした騎士を蘇生させるために騎士の仲間たちが訪ねた。飄々としたスケベジジィで出会った当初は蘇生魔法の使用を断るが、最終的には蘇生魔法で騎士を蘇らせ、その代償として命を落とした。後に騎士とルシフェル、モニカ、および時の精霊であるパッセ達を巻き込んだイベント『終焉に抗いし時越えの精霊』でも、過去の時間において若かりし時の容姿で登場している。
7周年記念イベント第二部報酬カードの一つとして再度登場。若かりし頃の物語の一端とおぼしきテキストフレーバーが展開されている。
アスカ/シオリ
声 - 諏訪彩花
7周年記念イベントで登場。異界の地「東京」で繰り広げられる物語のキーキャラクターとなる双子の姉妹。両親はおらず主人公（東京）と3人で暮らしている。
とある休日。かねてから予定されていた主人公（東京）と買い物を楽しんでいる最中に異形の化け物ヴァイスに現れとり憑かれた人々が暴動を起こす現場に遭遇。襲われそうになったところを一人闘っていた女性-ジャンヌダルクと出会う。戦いで負傷した彼女を自分たちの家に泊め自分たちが住む「東京」の地で起きている事態に「信じられない部分があれど事実として受け入れる」器量の大きさをもつ。その後、「東京」の地に流れついたルシフェルも受け入れ共に食事をしたり主人公（東京）とルシフェルの稽古をジャンヌと共にバレない様に見守るなど（ルシフェルには最初からばれていた）家族同然に接している。アスカは夕飯のメニューに主人公（東京）が苦手なメニューを入れたりするしっかり者。シオリはジャンヌやルシフェルと共にミスタルシアの者を探しに行く主人公を携帯のGPSで追跡するなどやや心配症。
「東京」とミスタルシアの境界の崩壊が進み、濃度の高い魔力が流れ込んだ影響でたっていいられなくなるほどのひどい頭痛と耳鳴りを患いながら、ジャンヌを追いかけようとする主人公（東京）を引きとめようとするが、自身たちもひどい頭痛に耐えかねて倒れてしまう。身を案じ、探し出した主人公（東京）達に襲いかかろうとするヴァイスを謎の魔法を使い窮地を脱したが、ヴァイスの魔力に酷似した力であるため「予想にしなかったイレギュラーな存在」として偽神ロキに目をつけられ攫われてしまった。
白い服に明るい茶色のボブがアスカ、黒い服でストレートヘアがシオリであり、アスカは料理や洗濯、シオリは裁縫が得意であり二人で家事を分担してこなしている。クエスト開始時に性別が選択できる仕様から主人公の性別が女性ならば「お姉ちゃん/姉さん」男性なら「お兄ちゃん/兄さん」と呼んでくる（ただし、クエストメモリーに収録される際は男性固定となる）
主人公（東京）
7周年記念イベントで登場。異界の地「東京」で繰り広げられる物語の主人公でプレイヤー自身。両親はおらず、年の離れた双子の妹であるアスカとシオリと3人で暮らしている。
とある休日にかねてから予定されていた買い物をアスカとシオリと共に楽しんでいる最中に白いフードを目深にかぶった少年から布に包まれた剣を受け渡され困惑している最中に、異形の化け物ヴァイスにとり付かれた人々が暴動を起こす現場に遭遇。ヴァイスにとり付かれた人々が妹達を襲うのを庇うさい、自らを異世界ーミスタルシアから神の啓示を受け東京へやってきたと話す女性ジャンヌダルクと出会う。戦いで負傷したジャンヌを家に泊め、「東京」の地で起きている事態を受け入れる。ジャンヌとともにミスタルシアから流れ着いた人々を見つけ、歪められた記憶を治し助ける中で記憶を失い己が何者か分からなっていたルシフェルと出会う。闘う力がないにも関わらずジャンヌと協力して立ち向かう姿を見て記憶と力を取り戻したルシフェルの助力もありヴァイスを倒すことができた。その後、ジャンヌとともにルシフェルも自宅へ招き、食事や「最低限、己の身を守れるように」と戦いの手ほどきを受けるなど絆を深めていく。
ジャンヌ・ルシフェルとともにミスタルシアの人々を見つけていく中で、騒動の黒幕である偽神ロキと夜の街中で飄々とした雰囲気の青年ミカドと出会い、互いの事を話している最中にヴァイスにとり付かれた酔っぱらいに襲われるがミカドと協力し撃退に成功。ミカドから「闘いなれたやつの動きをしている」と怪しまれかけるが深く追及されることなく自宅周辺まで送り届けられた。
「東京」とミスタルシアの境界の崩壊が進み、濃度の高い魔力が流れ込んだ影響で立っていられなくなるほどの頭痛や耳鳴りに苦しめられるが事態の解決のために一人出て言ったジャンヌを追いかける。偽神ロキと再遭遇した際に、ジャンヌに啓示を与えた神ーミスタルシアの主神の一人オーディンがミスタルシアを救うために「東京」を滅ぼそうとしている事実を知る。世界の命運をかけ、オーディンが科した3つの試練にどれほどの傷を負おうとも挫けることなく闘い、ミスタルシアの英雄である「救世の騎士」と同化しジャンヌの体を支配している神気を切り裂き、オーディンを認めさせた。
満身創痍の中、突如あふれ出てきたヴァイスを相手に手を焼いて言える最中に自身の身を案じ探してきたアスカとシオリが闘いの場に出てきてしまう。二人がとっさにはなった謎の魔法によって窮地を逃れるものの、ロキに「予想にしないイレギュラーな存在」としてさらわれるだけでなく、ロキの協力者として敵として現れたミカドの攻撃に耐えきれず、なすすべなく倒れ意識を失ってしまった
主人公が持つ魂は「救世の騎士」とほぼ同一のものとされ、オーディンですら見紛うほど。

### 神属性
ハンサ
声 - 森久保祥太郎
見る者や乗り手の本質により姿を変える聖鳥。女神の前では「光の鳥」となって女神を乗せて世界中を羽ばたき、愚者の前では小鳥の姿になる。「4コマのバハムート」で登場するファイターの前やキャラクターカードではベルのようなものを頭に乗せたアヒルの姿。アニメ版では王冠をかぶったアヒルの姿で登場している
エルザ
声 - 井口裕香
天才を自称する光魔術の魔術師。魔術の能力は高いが、何かとおやつをほしがるなど、行動は年相応。マンモスが好き。
ユニコ
声 - 丹下桜
一角獣一族の少女。ゴルゴーン姉妹のメドゥーサとは仲良し。
グリームニル
声 - 緒方恵美
「煌閃の騎士団」に協力し、共に「混沌の闇」と戦う強大な軍神。オーディンの配下の一人でもある。
銀髪の美男子のような姿をしており、また戦闘力、魔力においても超一級の強者であるが、言動が事ある毎に大げさで、半ば中二病の域にまで及んでいる。さらにかなりの自信家であるがかなりの照れ屋である。他人にお礼を言う時などに気持ちが高ぶりすぎ上手く言葉をよくとちるというような一面もある。
それでも騎士団においては絶対的な信頼を得ており、アマリアをはじめとして彼を慕う構成員は少なくない。
騎士との固い絆を信じており、ミスタルシア上空にいる混沌の闇と戦う騎士に飛翔する能力と力がなじむまでの間、混沌の闇と戦い時間稼ぎをして騎士をサポートした。ここぞというときに力を発揮するタイプであり、男女問わずプレイヤーに高い人気を誇るキャラクターである。
6周年記念イベントでは、天空から現れた「天人の生き残り」を名乗るレトラフィアと彼女が生み出した「世界獣」のホムンクルス達の猛攻によって消滅の危機に陥ったミスタルシアを救うため、騎士や仲間と共にレトラフィア達がいる「星の城」の結界を破るための協力してくれるホムンクルスを探し求めて、ミスタルシア各地を旅することになる。軍神ではあるが、地上の人間たちには人間と同じに見えるらしく、危機を救った老婆から助けてもらったお礼としてクリームサンドビスケットを沢山もらうシーンがある。グリームニル本人もお菓子が好きなようで「これ（クリーム）甘くておいしいんだよなぁ」と喜び、食べようとしているとこを騎士に目撃されて慌てるシーンが披露された。6周年記念ボイスではオーディンから許可をもらい、天界で6周年記念パーティーを開き騎士と一緒に楽しめることを大いに喜んでいる。
7周年記念イベントではオーディンの命を受け、ヤヴンハール・フニカルと共に異界の地『東京』に赴き、軍神の正体を隠して調査している様子。素性を隠すために池袋にある「店」の従業員を装い、ティッシュ配りをしている最中に主人公（東京）とジャンヌに出くわしてしまうハプニングに見舞われた（ただし、正体はばれていない様子）。第二部では主である主神オーディンが「東京」の地と東京に住まう人々に対して下した「審判」のため立ちふさがり、熾烈な戦いの中で「救世の騎士」の目覚めを促せた。その後、満身創痍の状態で主人公（東京）たちと偽神ロキの討伐を試みるも力及ばず倒れてしまう。7周年記念ボイスでは、7周年の挨拶を大量に作ったらしく、騎士に「どの挨拶がいいか決めてくれ！」とセリフを大量に聞かせる一幕が明かされた
『グランブルーファンタジー』にも風を司る星晶獣として登場。中二病じみた言動は変わらず。
ユエル
少女の姿をしている永い時を生きる妖狐で、数々の妖術・法術を使う。友達思いで、特にエルフの少女・リザとの友情を大切にする。
『グランブルーファンタジー』にも登場。
ハンナ
声 - 水樹奈々
マナリア魔法学院において、生徒会長を務める少女。エルフ族の名家の出身で、自他共に勤勉で真面目な性格をしている。
一族の管理している紅の森の助けとなるためにマナリア魔法学院に入門し、現在では類い稀な秀才として、また持ち前の面倒見の良さもあり、ウィリアムをはじめとした多くの生徒から慕われている。学院では最強クラスの召喚士である王女アン、その身に強い力を秘めた竜姫グレアと並ぶ有名人であり、彼女達とも友好的な関係にある。
学習能力が高く、ルシウスとともにレルダ逢魔学園に派遣された際には学園内で使われるスラングを習得。騎士やルシウスの通訳になるとともに、スケ番のアルカらとも親交を結ぶ。この親交が学校新聞に曲解して大きく取り上げられてしまったために生徒会長を辞任に追い込まれるが、地道な選挙活動により再選し復帰を果たした。
紅の森に近い実家では、妖精の血を引くクォーターのエルフであるヴィストを専属の執事として置いている。
「ミスタルシア・サーガ」にも「生徒会庶務」として登場し、生徒会長代理として主人公たちに挨拶する役柄で登場。
『グランブルーファンタジー』にも登場。ミランダから団長たちの校内見学の案内を引き継いだが、学院で起きたトラブルが悪化したため、団長の手助けを借りつつ対処に回ることになってしまう。
ミランダ
声 - 井上喜久子
マナリア学院で聖魔術講師をしている女教師。マナリア学院卒業生でもあり、学生時代は優秀な生徒だったが、同時にお茶目な性格の持ち主でもあり、時々勢い余って校舎を壊し、当時の彼女を知っている教師たちからも、大きくなっても何も変わっていないとあきれているなど、学院の名物教師としても有名。
実は過去に魔法少女だったことがあり、マジカリアで起きた「美貌の秘宝」をめぐる騒動では当時の姿で登場した（ただし、「おなか周りがきつい」とのこと）。
『グランブルーファンタジー』にも登場。マナリア魔法学院を訪れたイオ・団長・ルリア・ビィ達の校内見学の付き添いをする予定だったが、学院内で起きたトラブルにより案内役をハンナに任せジルと一緒に解決に奔走した
セラフ・マナリア
声 - 久川綾
人と神と魔が隔たれたばかりの頃に人類に魔術を感じる術を伝え、そして魔法の知識を与えた熾天使。魔族に対抗できる力を得た人類は彼女に敬意を込めて「魔術の始祖」と呼んだ。そして彼女の名と魔術を伝えるべく「マナリア学院」を設立した。この時、同じく地上に降りて数多の戦乱、争乱を扇動していた堕天使アルマをマナリアの地に封印している。
彼女自身は、マナリナ学院にある試練の迷宮の最奥部に留まっていたが、ルナル魔術協会との交流戦にて幼児化したアンの魔法を解除するべく最終競技の場所でもある試練の迷宮に挑む騎士達を、管理人のフリをして案内し、最奥部にて正体を明かす。この一件が解決した後は「マナリア学院の授業を受けてみたい」という名目でマナリア学院に住む。アン曰く「寂しかったのかもしれない」。
アイテール
声 - 後藤沙緒里
ミスタルシアの守護神の一人で、空挺騎士団など大空へ飛び立つ者たちから「白翼の守護神」と呼ばれ崇められている。
暗獄界でリーシャたち空挺騎士団が窮地に立たされた時に姿を現し、暗獄界脱出の助力をした。
後に、黄昏の刃を求めて王国に反旗を翻した騎士やモニカ達を説得するために追うことになる。
かつて天の意志によって降臨し、後にヴァーレリアとなる地の空を浄化。その後、配下であるレイ、メラトア、サレファ、ミーヴェを遣わして国の守護神とした。
騎士の事を何かと気にかけており、日頃の疲れを癒すためにと招いた場所でトラブルが起き、二人で異世界へ迷い込んでしまった事もある。「ゼロの使い魔」コラボイベントでは、ルイズから胸の豊かさを嫉妬され、当惑するシーンが描かれた。
レイ
声 - 遊佐浩二
かつてアイテールによって遣わされたヴァーレリアの守護神の1柱で、風を司る強大な力を持つ存在であるが、終始大らかなアイテールと対照的に敵対する者には決して容赦しない冷徹さを併せ持つ。
自身と同じアイテールの配下である守護神の一人のメラトアが復活した際、彼の歪んだ愛と炎によってヴァーレリアが焼け野原になってしまうが、騎士や同じ守護神であるサレファの協力によって難を逃れることができたがメラトアを失う。その後、彼の残した「輪廻の炎」を受け継いだことによって「風炎の守護神」として生きること・そして強くなった力で騎士と再び戦うことがあればその時は負けないと告げている
カメリア
声 - 寿美菜子
神の使命を受け任務を遂行する優秀な天使。しかしいわゆる「委員長体質」で、その堅物な性格に加え、「グゥッレイトゥ（グレート）」や「エクセレンットゥ（エクセレント）」など独自の口調で会話し、時にはストレートにモノを言うため、周囲から迷惑がられることがある。とある任務以来知り合いとなったナイトメアから「堅物メガネ」と呼ばれている。
エフェメラ
声 - 上坂すみれ
新米天使でカメリアの部下。ドジで失敗ばかりしてはカメリアに叱られているが、それでも一人前の天使になろうと努力している。
ただし、基本的には怠け者で、ジョブゲットを謳うエルゴン神殿での一件の際はルシウス共々問題児扱いされていた（自身も面接では「遊び人になりたい！」と素で言ってしまっている）。
「食べる姿がかわいい」と食べ物を与えられ続けた結果「デブメラ」呼ばわりされ、騎士もエフェメラであると気づかない程ふくよかな姿になったことがある。最終的には走りこみを主にしたトレーニングで頬がこけるほど痩せ、普段のぐうたらな態度とは打って変わって天使らしい性格に変化した。
リザ
声 - 斎藤桃子
「彷徨の森」に存在するエルフの国の王女。純粋無垢な性格の持ち主で、誰とでも打ち解けるため種族を問わず友人が多く、騎士（主人公）に憧れを抱いている。本人は自覚していないが規格外な程の魔力を秘めており、そのためその力を利用しようする者たちに狙われることがある。
のちに、幼樹となったユグドラシルの保護者となり、厳しくも暖かく育てる。
自らを愛する女性の生まれ変わりと信じ込んでいる魔王ザインとは幾度も邂逅し、ときに敵として、また味方として接し続けていた。
ティターニア
「神秘の森」の最奥に存在する「妖精郷」を総べる女王。内政や外交、時には戦での采配にも優れ、領民から慕われている。
ある日、妖精郷を脅かす厄災に立ち向かい苦戦した所へ、偶然訪れたドロシーに助けられ災厄を討ち滅ぼし、お互いその件以来親友の仲となり、感謝と友情の証として彼女に代々女王に受け継がれた「神樹の杖」を授け、リザが悪魔王子・ザインに連れ去られた際もドロシーに協力を要請した。
マリサ
声 - 相坂優歌
かつてレイジアの地にて破壊神ヴィズヤを封じたといわれる三将姫の子孫の1人。神器の1つである槍『マリルグランド』の使い手であり、自身も卓越した槍術の使い手として自国を統治している。
自分と同じ当代の三将姫であるエリオ、ミレイとは各々が反目し合っているために事実上の三竦みの関係にある。エリオと同行していた騎士にちょっかいをかけた際、その強さに惚れ込み騎士を『運命の人』と思い込むようになる。
ティア
声 - 大亀あすか
魔力を秘めた水晶「氷晶」を操る氷晶族の姫君。氷晶城の最奥に眠る「神秘の氷晶」を守り、いつしか運命に導かれし者に、神秘の氷晶に眠る「氷晶の宝剣」を授けるために守り続けている。
いつも神秘の氷晶を守り続けているためストレスが溜まり、時には信頼できる側近に神秘の氷晶を守らせ、領地内の砂浜などにバカンスに行くことがある。
チェレッタ
声 - 中原麻衣
武器商人ベルガの屋敷に捕らわれていた、天使の少女。極度のドジっ娘、なおかつ極端なネガティブ思想のために度々失敗してはベルガからの折檻を受けている。
屋敷に潜入したラスティと騎士に出会って以降、紆余曲折を経て彼等に協力していくことになる。
その後マジカリア王国で再開した際、経緯は不明だが「ダークハザード教団」の幹部「レディ・チェレッタ」を名乗り、「麗しの秘宝」を奪い去ろうとしていたが騎士たちにアッサリ捕まった。生来のドジぶりと折檻を受け続けた影響（M体質）から相変わらずの様子。
「4コマのバハムート」では虐待されたり困難に直面する場面で呼ばれもしないのに登場し、被虐体質でいじられている。生半可な責め苦は拒否するなど、案外好みが厳しい。その享楽ぶりに堕天しかけるが、「他が迷惑する」との配慮から連れ戻されている。
レーネ
声 - 種﨑敦美
刀鍛冶を得意とするエルフ族の少女。自身の手で数多の業物を生み出してきた事から、『ミスタルシア随一の鍛冶師』と謳われている。ふわふわしたツインテールが特徴のボクっ娘。
煌閃の騎士団の要請を受けて、騎士が「混沌の闇」を討つための聖剣を作るという任のもとに一行と合流。紆余曲折を経て聖剣を生み出している。
一見すると無愛想に見えるが、長く他人と接してこなかったために人付き合いが非常に苦手。そのため、誰かと話すときは自分を必要以上に他人と比べてしまう癖がある。また、流行に沿った今風の話し言葉（ギャル語）は彼女にとっては難解なものらしく、意味の解明に苦戦していたりする。

### 魔属性
バハムート
神話の時代より存在し、全ての神々と居並ぶ至高にして最強の竜。人類にも天界にも魔界にも属さず本能の赴くままに行動し、神々をも屠れるその力は「神撃」と呼ばれ恐れられている。
サタン
世界を氷獄に包み込まんと企む魔王。定期的に復活し、騎士の前に立ちはだかる。
バミィ
ミスタルシアのどこかにいると言われる神秘の少女。様々なキャラクターを形取ったぬいぐるみを作り、語り部となりながら遊んでいる。
ルシフェル
声 - 櫻井孝宏
堕天使。神の支配するミスタルシアに対して強い憎悪を抱き、世界を破滅させることを目論む強大な存在。世界の破滅を止めようとする騎士達と幾度となく相対している。
数多の魔族を統率するカリスマ性と、絶対的な強さを有する傑物であったが、何度も目の前に立ちはだかる騎士に対しては敵として認めている模様。
かつては絶対神アルビデルに仕える敬虔な熾天使だったが、魔物使いの少年ミゲルとの出会いからアルビデルに対する信仰に不信感を抱く。そして最終的に信じていた神の本性を知り、ミゲルを奪われた挙句に堕天させられてしまう。その後は煉獄において堕天使長となり、同じく堕天使であるミュリンや多くの魔族を従えて天界に反旗を翻した。
紆余曲折を経て、時の神クロノスに仕えるパッセ・騎士・モニカ達と共に全ての元凶であるアルビデルを倒し、ミスタルシア滅亡の戦いに終止符を打つ事に成功。
戦いの中で騎士と友人として関係を築いており、ホワイトデーキャンペーンで登場した際には「どんな場所にいても、どんな苦境に立たされていてもお前が望むなら必ず助ける」と約束を交わすまでになり、その証として「堕天使の羽のひとひら」を騎士に与えた（回復効果のある消耗アイテムであり、騎士自身が堕天使になったわけではない）。
5周年記念・6周年記念イベント両方にわずかながらに登場した。5周年の際はストーリーの関係上、かろうじてルシフェルであると分かる程度の登場の仕方だったが、6周年記念では星の城と天人レトラフィアが現れる元凶となった、バハムートの影（シャドウバハムート）の猛攻に傷つき膝をつきそうになる騎士へ攻撃した影に一撃を与え窮地を救った。自身が持つ赤い剣を渡し「お前が望むなら、お前の翼となろう」と、騎士と一緒にシャドウバハムートを倒すことに成功した。
7周年記念イベント第一部では、異界の地『東京』で暗躍するロキの思惑により『東京』へ飛ばされてしまう。その際にミスタルシアに関する記憶の一切を封じられ、自身の正体が分からない上に異形の化け物であるヴァイスに襲われてしまう。おぞましい闇の力を使っても恐れず、闘える力を持っていないにもかかわらずヴァイスから自身を助けようとする主人公（東京）の『儚く矮小でありながら心地よい心の光』を守りたいと願ったことにより記憶と力を取り戻した。ジャンヌから同じようにミスタルシアから『東京』へ流れ着いた者を救うための協力を持ちかけられるが「己の意思にのみ従う」とし断るものの「主人公（東京）のもつ心の光を惨苦から守るために力をふるう」として一緒に行動をとっている。主人公（東京）がジャンヌを気にかけたり、思いつめることがあると声をかけたり、「最低限、己の身を守れるように稽古をつける」として戦いの手ほどきをしたりと面倒見の良さを見せた。第二部では主神オーディンが下す「審判」と世界の崩壊を進めようとするロキを止めるため、主人公（東京）と行動を共にしている。「東京」がミスタルシアと異なる断わりの世界であるため、本来の力を発揮しきれない状態にあっても力を分け与えたり、ヤヴンハールが作った異空間において主人公（東京）を助けるために無茶をするなどかつてミスタルシアを滅ぼそうとしていた頃からは想像がつかない姿を見せている
『グランブルーファンタジー』では熾天使時代の姿で、光属性の星晶獣として登場。キャラクター総選挙では常に上位に君臨しており、非常に人気が高い。2017年にはルシフェルにそっくりな姿をした旅の役者「ルシオ」、空の世界で「進化」を司る原初の星晶獣「ルシフェル」として姿を現し、サンダルフォンに勝利したプレイヤーに「竜の試練」を課している。
メドゥーサ
声 - 水橋かおり
ゴルゴーン三姉妹の末妹。ステンノーとエウリュアレーという姉がいる。使い魔として、巨大な蛇「メドゥシアナ」を従えている。
『お肌の曲がり角』で悩んでいる姉達のために、魔法の国マジカリアに伝わる秘宝を持ち帰ろうとするが、同様の目的で訪れていた面々や女王の依頼を受けたモニカ達と対峙する。そうしているうちに、自らも資質を見出されて魔法少女『スウィート・メドゥーサ』へと変貌を遂げた。
『グランブルーファンタジー』では土属性の星晶獣として登場。
オリヴィエ
声 - 坂本真綾
堕天使。魔界侵略派で、まだ見ぬ「新世界」を求め、人間界や天界、魔界穏健派相手に戦を仕掛けている。
新世界を巡る戦いの中で新世界へ向かうための扉を開く鍵の一つ「災女の魔櫃」に認められ、持ち主となった。
『グランブルーファンタジー』では闇属性の星晶獣「Dエンジェル・オリヴィエ」として登場。プレイアブル化し、宵闇をつかさどる原初の星晶獣の女性オリヴィエとして「あの方」のためにルシフェルが特異点として目をかけている団長を監視するため、団員として加わった
シルヴィア
声 - 白石涼子
魔界穏健派で、「執行者」の名を持ち、これまでに世界の調和を乱す者たちを断罪してきた。オリヴィエとは長年の宿敵で、今回の人間界侵攻にあたり彼女の行動を阻止すべく騎士と共闘することとなる。
ログレシアの反乱では、国の秘宝を手に入れるために配下であるジェイクを送り込み、メアリーの反乱を裏から操っていた。
穏健派であるが性格は非常に狡猾で、底の知れない強かさを併せ持つ危険な存在。
イベント「新世界への扉」で今まで敵対してきた理由と目的を騎士に明かし、外界からの侵略者バジリスとともにミスタルシアの破滅を目論むが裏切りにあい、「扉」の鍵として結界に縛られることになったが、「断罪者として行ってきた罪を償えるのなら」と受け入れ、新世界を目指すオリヴィアと騎士の力になることを決意した。
ジェイク
声 - 安元洋貴
ログレシアの反乱でメアリーと共に騎士たちの前に現れた騎士団長。目的を果たすためならば団員の騎士さえも駒として切り捨てる非情な人物。魔族であるにも関わらず、なぜ聖騎士団長に任命されたのか疑問視されていたが王国の秘宝を手に入れようと暗躍するシルヴィアがいたためであった。
槍を壊され、傷をつけられたことで騎士に興味を抱き戦いを挑むも敗北。その後のイベントクエストに登場はしなかったものの、エンディングで生存が判明。その際に本性が現れ、シルヴィアから「本性が出ちゃってるわよ。ほんとに醜い姿ね」と言われていた（その際、シルエット姿となっていた）。
イベント「新世界への扉」のOPでジェイクはシルヴィアが人間に擬態させた外界の下級生物「破界蟲」である事実が明かされた。
グレア
声 - 福原綾香
魔竜族の姫君。竜王と人間の女性との間に生まれた混血児で、竜たちの間から逃れるようにマナリア学院に入学したが、竜族の血を持つ故に生来強すぎる魔力故に孤独感を抱くようになり、音楽室に籠るようになった。そんなある日、アンと知り合い、彼女の純粋無垢な性格に打ち解け、親友となり、やがて学園中の生徒とも打ち解け、「音楽室に咲く花」と呼ばれるようになった。
竜族の血を持つ故に発動する魔法のひとつひとつが強力な威力を持ち、竜族の血を魔法で加速させ、身体能力を強化する「マナ・ドラグアグニ」を使う。
今ではアンをはじめとした学園の生徒達とも打ち解けているが、アンに尻尾を必要以上に愛でられるのは苦手らしい。
『プリンセスコネクト!』とのコラボレーションでは、身長:167cm、誕生日:11月3日、血液型:B型、趣味:ピアノ、体重:67kg、年齢:17歳　という設定がついた。
リディ
声 - Pile
マナリア学院に新たに入学してきた女の子。学院恒例となっているギガース山への遠足イベントで、アン、グレア、オーウェン、騎士と一緒のチームになり、共に頂上一番乗りを目指すべく奮闘していく。
少し内気であるが入学式で新入生代表の祝辞を任される優秀な生徒であり、また生真面目な一面も含めてアンからは非常に気に入られている。
実は彼女はサキュバスの一族の出身であり、種族の血によって母や姉のように異性にだらしなくなってしまうことを非常に怖がっている。また、過去の経験から自身がサキュバスと発覚することすら恐れていて、アン達と出会った当初は変身魔法で角と翼、尻尾を隠していた（しかしアンに発覚してからは、寧ろ翼や尻尾を嬉々として愛でられるようになってしまっている）。
学園でサキュバスの血に抗うための知識を会得し、ひいてはその知識を以て多くの人を助けたいというのが目標。
ピユラ
声 - 遠藤綾
片翼を失った悪魔の少女でかつては海底神殿の戦いでアキムに操られていたが、騎士達の手により正気に戻り、片翼を取り戻す旅を続けている。一度は片方の羽を取り戻すも、再び失ってしまった。何かと料理関連のイベントと縁があるらしいが、肝心の料理の腕は壊滅的であり本人も気にしている。
自分を救ってくれた騎士に対して並々ならぬ想いを抱いている。
「4コマのバハムート」では、海底に住む乙姫と絡むことが多いが、豊かな胸について嫉妬されており、理不尽な敵意を向けられている。
プリス
声 - 広橋涼
マナリア魔法学院のライバル校にあたる、ルナル魔術協会の生徒。同校の教師であるアレアの実の娘であり、マナリアとの間で開催された対抗試合で、ルナル側の代表として参戦する。当初は代表選手としてマナリアへの対抗心も露わであったが、幼少期から面倒を見てくれていた義父に実は復讐のために利用されていたことを知り、以後は嵌められたアンを助けるためにグレア達と行動を共にする。
その後は1人悩む苦しみ、かつて共に戦った騎士と会う約束をしていたが、その最中になぜか幼い頃読んでいた不思議の国のアリスの世界に入ってしまう。そして、そこで出会った物語の住人達から「アリス」と勘違いされながらも探究を続けていく羽目になる。
母がルナルの教師であり、また実の父がマナリアの教師だということもあって対抗戦には複雑な思いを抱いていたが、勝負に対しては常に真剣で、贔屓目で見られることを決して良しとしない。しかしそれ故に周囲に対して頑なになってしまう一面もある。
マナリアとの対抗試合や騎士との幾度にもわたる邂逅によって自身も変わろうと心がけており、他者に対して不器用ながらも歩み寄る姿勢すら見せつつある。
使役する眷属は、義父から譲り受けた翼魔《グリフィナ》。
オーキス
声 - 茅原実里
自らの意志で動くことが出来る「自動人形」の少女。いつも戦闘用のゴーレム「ロイド」を鞄に収納していて、有事の際にはそれを駆使して闘う。
一見すると言動が淡白に見えるが、騎士との幾度にもわたる邂逅の末に次第に人間らしく成長していくことになる。
人間らしく成長するが故に、人間としての感情的な憎悪や優しさも持つようになり、そこをリーアムに利用されて「自身を作ってくれたマスターのことを騎士が侮辱した」と思い込まされ、一時は騎士に刃を向けることもあった。しかしリーアムに利用されたと知った時には、ツヴァイや旅の傭兵ロイ、そして騎士と共にリーアムを追い返している。
その後はとある孤児院に身を寄せ、自らを自動人形と知りながら慕ってくれる子供達や神父と一緒に新たな生活をしていたが、騎士への逆恨みを募らせたリーアムが施設を襲撃してきたため、騎士やツヴァイと共にリーアムとの因縁に決着を付けるべく戦いに舞い戻った。
ツヴァイ
声 - 茅原実里
人形師リーアムがオーキスのデータを基にして開発した自動人形。当初はリーアムの意志にただ従う殺戮者に過ぎなかったが、元凶であるリーアムの敗北と共に放逐され、自らの存在意義を見つけるために孤独な旅を続けていた。
しかし、かつて倒された筈のリーアムの謀略でオーキスが騎士を殺害しようとした際には、自ら騎士の側についてオーキスを止めようと尽力する。ただし、共闘したロイからの意見では、騎士に依存している所が多くまだ感情が未熟であり、前のように襲い掛かる可能性もあると冷静に見ていかなければならないらしい。
以後はリーアムの行方を追っていたが、オーキスと彼女が身を寄せた施設が襲撃されたことを知り、騎士と共にリーアムを打倒すべく戦いに挑んだ。
オーキスと同じく専用の戦闘用ゴーレム「ヴィクトリア」を所有しており、戦闘の際はこれを駆使して闘う。
アルミラージ
元々は天月に棲む「天兎」の戦士だったが、王家に反乱を起こそうとして失敗し、地上に堕天され「魔兎」となった。天月に激しい恨みを抱き、月光から魔力を得、同じく月光を源とする愛剣「幻魔剣」を片手に安住の地を求め大陸を旅している。憎悪の元凶でもある天月から力を得ているという矛盾に悩まされていたある日。立ち寄った虹花海岸の美しい景観と夜景に輝く月を見て地上の美しさをはじめて悟り。天月への妄執を捨てて地上で一生を終えることを月に誓った。
「アイドルマスター シンデレラガールズ」コラボイベントでは、「ウサミン星人」こと安部菜々が彼らの言葉を聞き取れるようになり、「通訳」役になるとともに「月の女王」としてかつがれた。
フォルテ
声 - 三澤紗千香
魔界侵攻派の女戦士で、魔竜騎士団「ダークドラグーン」団長。黒竜を駆り、主に空挺騎士団や天使たちと交戦している。一騎討ちを好む武人で卑怯なことを嫌い、時には利害が一致し、敵対関係である人間と共闘することもある。
海洋を哨戒中に一瞬の隙を突かれ「混沌の闇」に支配されリーシャたちと交戦し、闘いの末に意識を取り戻し、お互いの利害が一致し共闘することとなった。暗獄界からの生還後、リーシャが好敵手であるヴァルフリートの娘だと知り、いつしか成長した彼女と剣を交えることに期待し、再会を約束した。
後に再会した騎士と共にミリアムを育てる。強大な力を感じるミリアムと戦ってみたいと興味を持ったが、成長したミリアムから「フォルテと戦いたくないから」という理由で対戦を断られた（同時に必要以上のエレメントも拒否している）。このいきさつからファンからは「フォルテママ」の呼称でも呼ばれている。
敵として登場したが野望潰えて行き場を失ったダークエルフのグレンダを手元に引き取って鍛える等、面倒見のよい性格が描写されている。
『グランブルーファンタジー』ではドラフ種族となって登場。
アンネローゼ
魔界穏健派の貴族で、幾多の魔族を束ねる女当主。剣士としても一流で、身の丈以上もある大剣「竜剣」を軽々と振るう。気に入った景観のある土地を自身の領土にしたがる困った所がある。
ナイトメア
声 - 豊口めぐみ
魔界穏健派。眠っている人の「夢」を食べて生きている夢魔。そのセクシーな体型と露出度の高い服を着ていることから、とある出来事で知り合ったカメリアから「破廉恥悪魔」と呼ばれ、色々と揉め事を起こしているが、彼女のことはそんなに悪く思っていない。普段冷たい態度を取っているが、困っている人を見たら何だかんだ言って手を差し伸べる、いわゆるツンデレ。妹のアルプからは「真面目なくせに純」と言われる。
普段は夢魔らしく扇情的な格好をしているが、「4コマのバハムート」などでは上下ジャージでいることも少なくない。
イヴリシア
魔界侵攻派。堕天使。元々は純粋な心を持つ天使だったが、天界の摂理に反する質問を神に問いたため地上に堕とされ、身も心も闇に蝕まれ堕天し、世界を混沌と暗黒へ導くべく侵攻派に加わった。
ヴァンピィ
声 - 釘宮理恵
浮遊島のひとつ「天空城」で永い時を眠り、目覚めてからは吸血鬼の女王・ロイヤルクイーンヴァンパイアに保護されていた吸血鬼の少女。遥か昔に天上人により天空城に幽閉されており、それ以前の記憶を記憶操作で封印され、城から長期間離れると体調不良を起こす呪術を施されている。同じく天空城で生まれたドラゴン「ベス」の育ての親兼親友でもあり、時にはベスの背中に乗って飛行する。ヴァイトという名の弟がいる。
とある出来事で天空城が崩壊し、同時に呪術から解き放たれた彼女は世界を旅にでた後に吸血鬼城に帰郷し騎士と再会したが、城がライカン種達に襲われていることを知り、天空人の卵と思わしきヴァーニアを保護しつつ吸血鬼城を守るべく騎士と共に戦うが、グリシアと名乗る者にヴァーニアを奪われてしまい、跡を追ってレヴィオン王国へと向かう。
ヴァンピィの過去は長い間不明であったが「闇夜の眷属と白銀の使徒」のイベント内で狼人族の女王ルーナから「人間との共存を望んだクイーンヴァンパイアと和平協定を結んだ村の子供であり、母親と弟（ヴァイト）は血のつながった親子」「吸血鬼との共存関係を結んだ人間を敵とみなしたかつての狼人族によって村が襲撃され、ヴァンピィとヴァイト達だけが生き残った」「ヴァンパイア達が不在の間の襲撃であったために駆けつけるのが遅れ、瀕死の状態であったヴァンピィとヴァイトにクイーンが自らの血を与え、2人を引き取った」事が明かされた（ヴァンピィとヴァイトの母親についての行方分は不明）。
騎士に非常に懐いており、事あるごとに騎士を「けんぞくぅ（眷族）」と呼び、再会してもいつの間にかいなくなってしまう騎士に少々不満な様子。
『グランブルーファンタジー』にも登場。霧深くヴァンパイアたちが暮らす島「メドヴェキア」の王女だが、「バハムート」と同じく周りを振り回しており、メドヴェキアの宰相フェルドラクがヴァンピィやヴァイトの親代わりと島の統治を務めている。そちらのヴァンピィも団長（作中におけるプレイヤーの呼称）を気に入り、「けんぞくぅ（眷属）」と呼び、隙あらば「本当の眷属」にしようと狙っている。
ヴァイト
声 - 梶裕貴
ヴァンピィの弟。姉と同じく吸血鬼であるが、破天荒な姉にいつも振り回されている。
騎士に対して好意を抱いており、「（吸血鬼の）一族と一緒に城で暮らさないか？」と誘ったり、ホワイトデーには騎士からチョコを貰ったお礼として城に騎士を招いて2人きりの晩餐会を開いている。近年のヴァンピィが登場するイベントでは姿を現す事が減っているが、ヴァンピィいわく「クイーンからお使いを言われている」ために吸血城に不在なことが多い様子。もともとは人間であり、母親とヴァンピィと暮らしていたが、狼人族の急襲により村が滅んでしまう。瀕死の状態にあったのをクイーンが自らの血を与え、引き取ったことで姉弟共に命を救われ吸血鬼としてブランヴァニア城（吸血城）で暮らすことになった
『グランブルーファンタジー』にもヴァンピィと共に登場。古くから続く掟や旧習に忠実に従う事がヴァンパイアの誇りであると考えている。「バハムート」と同じく 破天荒な姉に振り回されている。メドヴェキアの宰相フェルドラクが親代わり。団長と出会った当初は『掟』や過去の歴史から相容れない様子だったが一連の事件を経て人間との関係や掟や旧習について見直すようになった（その後プレイアブル化した際にフェルドラクから外の世界を旅するよう言われた様子）。また、メドヴェキアを離れようとする団長に対し「気を付けなよ団長サン。団長さんを狙ってるのは僕たちだけじゃないからね」と意味深な言葉を投げかけている。
ガレット
声 - 諏訪部順一
ありとあらゆるものを魅了する力を持つ「聖なるカカオ」を生み出した魔族の血を引く青年。自分の先祖が生み出した聖なるカカオの存在を消し去るために騎士、ビーナス、ピユラ、メルヴィと行動を共にする。
その後は「聖なるカカオ」がとあるオークションに出品されているとのうわさを聞きつけて奪還するために赴くが、偶々その会場にいた騎士、ルチル、加えて同じく参加していたユリウスとも邂逅し、またもカカオを巡る騒動に巻き込まれてしまう。
すべての「聖なるカカオ」を破壊し消滅させることを考えていたが、探し出す旅でであった「聖なるカカオ」の効力を無力化しチョコレートを作ることに成功した人物と出会ったことから「天使と悪魔でありながら愛し合った先祖の思いを引き継ぎ、聖なるカカオを生まれからわせる」事を決意し、騎士やリリエル、見習い天使のノエル、ファーミーム王国の王女のアイリーネ、魔物に育てられた青年のエイデンの協力の下「相手を魅了させるのではなく、内に秘めた思いを相手へ正直に伝える」効果のある物へ生まれ変わらせることに成功した。生まれ変わらせた聖なるカカオを持って「相手へ思いを上手く伝えられない人の背中を後押しするための旅」へ旅立ち、いつか騎士の手を引いてやれる（リードしてやれる）男になると騎士に誓った。ファーミーム王国を旅立つ際、どこからかエイデンの視線を感じ取ったが、ガレット本人は視線の主がだれか分かっていない。
ホワイトデーキャンペーンにも登場する程の人気キャラクターであり復刻イベントが行われる際、当時の報酬カードが新スキルを備えた新カードとして再登場した。2018年のホワイトデーキャンペーンでは騎士に好意を抱いている様子が窺われ「甘いチョコレート」と「ほろ苦いチョコレート」のクッキーを騎士に贈っている（なぜ2種類のクッキーを渡したのか真意を騎士が問いただすも「どうしてだろうな？」とはぐらかしている）。
ミニゴブリンメイジ
声 - 小岩井ことり
フィーナと共に旅を続けるゴブリン族の少女。通称「ミニゴブ」。
外見相応に幼い女の子で、光沢のあるものを収集するのが大好き（本人は「ピカピカ」と一括りに呼んで気に入っていたりする）また、気に入った相手には友情や敬愛の証としてコレクションを提供することもある。ピカピカはしていても太陽の光は苦手で、フードをかぶっている。
「ゴブリンの女性が可愛らしいのは常識」らしい。
『グランブルーファンタジー』にもフィーナ、ルシウス、ティナと共に登場している。
ミレイ
声 - 小澤亜李
かつてレイジアの地にて破壊神ヴィズヤを封じたといわれる三将姫の子孫の1人。神器の1つである弓『ミレスティル』の使い手であり、三将姫の中で一番の年下。
同じ三将姫のエリオとマリサは遊び相手と認識しているらしく、二人をよく振り回す。エリオ曰く「戦闘狂」。騎士の事は最高の遊び相手と思っている様子。
ジャスパー
声 - ささきのぞみ
暗獄界に乗り込んだ騎士や煌閃の騎士団の前に立ちはだかった謎の少女。
その正体は、『混沌の闇』が騎士達を殲滅するために送り込んだ尖兵であり、当初は圧倒的な戦闘力で一行を追い詰めていた。しかし、騎士を捉えるまでには至らず、代わりに一緒に乗り込んだ騎士団の仲間達を生け捕りにして暗獄界に拘束していた。その後、騎士団の仲間であるアマリアやルーニィ達と共に再び拠点に乗り込んだ騎士に対して、強い殺意と使命感を秘めて急襲してくる。
長らく登場がなかったが、6周年記念イベントで再登場。当初は自身が何者なのか記憶を失っており、ホムンクルスであることさえ覚えていなかったが、騎士たちとともにミスタルシアを旅するうちに記憶と力を取り戻すも、新世界で生まれたホムンクルス達との戦いに傷つき倒れてしまう。暗闇の中かつてのマスターである「シン」が現れ「これからは自分のために生きてほしい」と告げられる。その後、すべての元凶であるシャドウバハムートを倒した後に同じくホムンクルスであるスピネたちと一緒に過ごしている様子。なお、暗闇の中に現れたシンが本人なのか、ジャスパーの記憶から生まれた幻なのかは不明。
ロキ
声 - 鈴木達央
7周年記念イベント第一部で初登場（キャラクターカードは存在していたが、イベントには一切登場していなかった）。オーディンの義理の弟である偽神の青年。
ルシフェルやエミリアなどミスタルシアに住まう人や物を異界の地『東京』へ送り込み、異形の怪物ヴァイスを利用してミスタルシアと『東京』の境界線を破壊し、世界の浸食と交わり合う二つの世界が奏でる不協和音を楽しむため、『東京』に住まう青年ミカドと暗躍を続ける。ヴァイスが持つ『侵食』の魔力を加速させるため行動している際に主人公（東京）に興味を抱き接触し「いずれまた出会うだろう。運命がそう告げている」と告げ何処へと姿を消した。
ルシフェルに「その力は神気に及ぶ」と言わしめるほどの強大な力を持つ（ただし、ロキ本人は「紛い物がいいところだ」と発言している）。

## キャラクター（クエスト新章）
2016年年末から開始された新システム「ぷちキャラ」を用いた、新たに紡がれるミスタルシアと騎士の物語。
サービス開始から続いていた物語を区別するため「クエスト新章」とされており、以前の物語は「旧クエスト」として経験値やステータスポイントを獲得するために現在も残されている。また、体力消費1/2・獲得経験値2倍のキャンペーンも時折行われている。
フィリア
声 - 鈴木絵理
オーライン国出身。ぷちキャラの属性は炎。元気と素早さが取り柄の新米傭兵で同じく傭兵だった父ジョシュアの旧友であるロランド共にミスタルシアを飛び回り、困っている人々に手を差し伸べる。根っからの「正義の味方」気質。実力がまだ追いついておらず突っ走っては失敗し、ロランドに諌められている。ギルドの依頼で「炎の神ウルカヌス」の加護を受けているティウス村へ向かう途中で騎士とシエルと出会う。フィリアのそそっかしさや正義の味方気質はジョシュア譲り。
背中には父ジョシュアが愛用していた「烈士の剣」を携えているが、抜くことができないため戦闘では別の剣を二刀流で使用している（4コマでは烈士の剣を外すと重さのバランスが取れなくなって倒れる）。「烈士の剣」に認めてもらいたいという思いから焦っていたが海の賢者から「焦らずに少しずつ進む」ようアドバイスを受けたことから焦りはなくなり、アベルに眠りの呪いをかけられたシエルを救出した後、かつてジョシュアが初めて烈士の剣に認められた古城での修行に挑む決意をした。
幼少時にジョシュアの最期を目撃した時のトラウマから竜を見ると立ちすくんで戦えなくなっていたが、騎士たちとの旅で克服することができた。しかし、それは死の真相を隠すために改ざんされた記憶が原因で引き起こされたものであった。古城で修行を始めるにあたって、手の甲に浮かんだ紋章が悲劇と過去の因縁に騎士共々巻き込まれてしまう
「宝剣の呪い」にまつわるロランドの裏切りやクリーオウとの戦いの最中で「烈士の剣」に封じられていたジョシュアの魂と再会し、今までのこと・これからのことについて改めて決意をしたことで剣に認められ「英雄フィリア」として旅を続けることになった。
ロランド
声 - 高橋英則
オーライン国出身。ぷちキャラの属性は闇。歴戦の勇士の風格を持つ老兵でフィリアの父ジョシュアとは幼少期からの友人であった。かつてオーライン国では「英雄」として知られており、ジョシュアとともにオーライン国の近衛騎士で副団長であったが現在は傭兵としてフィリアと共に各地を旅して回っている。根っからの「正義の味方」気質から焦って突っ走って失敗がちなフィリアをたびたび諌めている。騎士とシエルとはギルドの依頼で向かっていた「炎の神ウルカヌス」の加護を受けているティウス村へ向かう途中で出会う。4コマでは「ワイズマーマン」を追い払うために烈士の剣を使って「剣じゃ」と言い引き離そうとするが後をつけられている（ただし、ロランドは無視している）。まじめな顔をしてボケをかます事もある。
豊富な経験から冷静な判断を下し、時に厳しい事も言うがそれはロランドの面倒見の良さからくるものである。アベルに眠りの呪いをかけられたシエルを救うため、シエルの夢の世界で夢悪魔ザンザと戦いでフィリアの陰から自身の影が生まれ、自身の影からはジョシュアが生まれた。
かつてジョシュアとともに修行した古城でのフィリアの修行に付き添うも、どこか焦りを隠しきれていない様子。そして、人攫いを働いているゴロツキたちの根城である鉱山で起きた一件から過去の因縁の精算が始まってしまう。それはジョシュアの死の真相と、オーライン国の前身であったオルゴース王国の王「裏切りの騎士モルドレット」が所持していた宝剣クラレントがもたらす呪いとジョシュアから死の間際に託された遺言がフィリアと騎士の命にかかわる悲劇を起こす引き金となる（この間のぷちきゃら戦闘はロランドを編成することは不可能になっている）。
ジョシュアとの約束や呪いを終わらせるためにフィリアの親友であるラナを漆黒の欠片を使って操ったり、徹底して騎士たちと対峙したがすべてはクリーオウが呪いを永遠に続けさせるために騙したことであるが判明。騎士を裏切ったことが全てクリーオウの仕掛けた罠であることにひどく後悔し、騎士にクリーオウを倒すために協力させてほしいと申し出をしフィリアやシエル、ワータイガーの青年ウォルターと共にすべてに決着をつけた。その後、オーライン国の国王から国外追放を言い渡されるが「世界各国へ贖罪の旅に立ち、騎士とともに戦い、世界を救うことを償いとする」事を言い渡され、再び騎士とともにミスタルシアを旅立つことになった。
シエル
声 - 上田麗奈
長い間ミスタルシアのどこかにある地下神殿にいたため、出身国不明。ぷちキャラの属性は光。「炎の神ウルカヌス」の加護を受けているティウス村へ向かう途中で出会った謎の少女。かねてより「アマタ」という女性から「ミスタルシアに大きな災いが訪れた時、騎士と共に立ち向かえ」と言われており、幼い頃から地下神殿に閉じ込められていた。
治癒魔法に長けており、ティウス村へ向かう途中で出会ったフィリアのケガを治したり神鎚の使徒の襲撃で傷を負った村人、「日輪の使徒オク」の業火から皆をかばい全身に大やけどを負った騎士の治癒を行い騎士の命を救った（その様子を見たロランドに「もはや、『治癒』ではなく『再生』に近い」と言われている）その出自や力について謎が多く、「再生」と呼べるほどの治癒能力だけでなく「新章」においてキーマターとされる「漆黒の欠片」を破壊できる唯一の存在。その力に目をつけられ、アリック（アレイスター・クロウリー）や自らを人の祖とする「始祖の一族」である漆黒の鎧の騎士アベルに狙われている。
アベルから人の尊厳を取り戻すための協力を持ちかけられるが、断ったために強力な眠りの呪いをかけられてしまい、夢の世界に送り込まれた夢悪魔ザンザによって洗脳されそうになるも騎士たちの活躍により呪いが解け目を覚ますことに成功した。4コマではどこか間違った本の知識を鵜呑みにしている部分があるボケ担当。
カムペー
声 - 原由実
翼人（フェザーフォルク）達が暮らす里カエルムで騎士たちが出会った女悪魔。ぷちキャラの属性は闇。冥界の奥深く昏い監獄「タルタロス」の番人を務めており『脱走しちゃった悪い子たちを捕まえるため、主人に言われて追ってきた』途中で騎士たちと合流。アベルを捕まえ、シエルを救出する事を目的とし共闘をするがシエルを救出した後について騎士達と意見が合わず対立するが騎士がシエルのためにどんな苦境に立たされてもそばにいる覚悟を伝えると根負けし、『しばらくの間フィリア達を見守ってあげる』と伝え騎士たちの仲間となった（本人いわく「悪魔の気まぐれ」）。
アベル達「始祖の一族」についてやシエルの夢の世界に現れた夢悪魔ザンザについてなどさまざまな事を騎士達に教えてくれる。4コマにも1話だけ登場した。
アベル
声 - 内田夕夜
騎士たち一行の前に現れた漆黒の騎士の青年。はるか昔ミスタルシアで起きた「三つ巴の戦い」が終着した後に冥界の奥深くにあるタルタロスに封印された「始祖の一族」の一人。
翼人（フェザーフォルク）たちが暮らす里カエルムに騎士たちが向かうように仕向け、かつての戦いで兵器として生み出した魔物「ヴォラック」を目覚めさせて騎士たちを葬り去ろうとした。だがカムペーに邪魔され失敗したかに思われたが、真の目的はシエルを捉えることであり自分たちに協力するように迫る。しかし、騎士たちと世界を旅する事や壊してはならないもののために戦うと意思を示したシエルに強力な眠りの呪いと夢悪魔ザンザを使い「始祖の一族は悪ではない」として「始祖の一族」に協力するよう洗脳を仕掛けようとした。「本部」と呼ばれる場所へシエルを移送しようとしたが騎士たちに取り戻され、再びとらえようとしたが、同じく「始祖の一族」と思しき「カイン」に呼び出され姿を消した。4コマでは捕まえられる経験に対してシエルと張り合い、身動きが一切できない状態に自らを縛ってしまった。
夢悪魔ザンザが作り上げたシエルの夢の世界でタルタロスに投獄された後の姿で登場。見ず知らずの騎士たちを「ミスタルシアへ帰還する同胞」と信じて疑わず、戦いで疲弊した騎士たちに自ら作り上げた休憩所を提供する穏やかな青年であった。ザンザが作り上げた世界の住人ではあるが、カムペーがタルタロスで聞いていた「同胞たち」の話と相違はない様子
天界へと続く漆黒の欠片を利用して作った「バベルの塔」で一族の長兄であるカインとシエルの処遇について会話をしていた。

## 用語
ミスタルシア
物語の舞台となる世界。エウロパ、アシア・リュビアの3つの大地から成り、空には浮遊島が点在している。人類と天界と魔界の種族が共存しているが、魔界の中には侵攻派と穏健派の二つの派閥があり、大陸を我がモノにせんと人類に対し宣戦布告、進軍し、人類、天界、魔界穏健派も阻止すべく応戦している。
長い間ミスタルシアは「世界そのもの」と思われていたが、実際は新世界からの住人達からは「箱庭」と称される新世界を含む全世界のうちの一部である閉鎖的な地域であることが判明した。現在は新世界とミスタルシアを繋ぐ連絡船が定期的に出向していることもあり、新世界の住人とミスタルシアの人々の交流や観光が始まっている。
エウロパ
三大大陸のひとつでゲーム本編の主な舞台となる大地。中世の欧州に似た文化を持つ。
アシア
三大大陸のひとつ。中世の東洋に似た文化を持つ。
リュビア
三大大陸のひとつ。南米アジアに濃似した環境で、地域ごとに様々な原始宗教と文明を持っている。
グラムガルズ
騎士の出身である大国。イベントで時折登場するプリムはグラムガルズの王女。イベントでプリムが登場する際、騎士は彼女の護衛兼お目付け役を担っている様子。
オーライン
フィリアとジョシュアの出身国。かつて、三つ巴の戦いの後に「円卓の騎士」の一人である「裏切りの騎士モルドレッド」が建国した「オルゴース王国」が前身。「エブル・ミスリル」と呼ばれる炎と鍛冶の神ヘパイトスの加護を持つ鉱石を含んだ鉱山があり、モルドレッドはそれを使って兵力増強をもくろんだとされている。モルドレッドの死後、王国は「キャメロット同盟国」に加わり、現オーライン国になった。フィリアやかつてのジョシュアとロランドが修行をした古城はオルゴース王国時代の城であり、地下には迷宮がある。その最奥には主を失った「宝剣クラレント」が祭壇に封じられている。

天人
太古の昔にミスタルシアで繁栄していた種族。ゴーレム技術や合成生物、そしてアーティファクト（魔導器）をはじめとする様々な魔法技術を持ち、空に島々を浮かべ超魔法文明を築いていたが、ある日を境に世界から忽然と姿を消した。天人に関する文献は僅かしか残っておらず、浮遊島内で稼働しているゴーレムや合成生物の子孫、そして数々のアーティファクトなど、世界各地には彼らの遺産が存在している。過去の戦いにおいて、子孫を残したり治癒ができなくなる呪いをかけられたため消滅に至った。6周年記念イベントでは「生き残り」を称する天人レトラフィアが自身が生んだホムンクルス達と共にミスタルシアに襲来し「人類の救済」を行おうとした。
浮遊島
大陸各地に点在している、大空に浮かぶ島。太古の昔に繁栄した天人が超魔法技術で島々を空に浮かべたもの。天界、魔界の住人の居住地になっている島もあり、島の中には天上人の魔法文明の遺産などが眠っている。
マナリア魔法学院
エウロパの地にある名門の魔法学院。人類に魔術を教えた「魔術の始祖」熾天使・マナリアへの感謝の気持ちを込めてその名が付けられた。全寮制で、種族を問わず入学を許可しているため、幾多の種族が互いに助け合って学問に勤しんでいる。同時に世界最古の魔法図書館でもあり、学園内の魔法図書館には様々な魔道書をはじめ、中には厳重に封印された神書や禁書など、莫大な量の書物がある。
飛空艇
天上人の文献を元に建造した大空を翔ぶ船。実砲と魔道砲を装備している。飛行船に似た艦体をしており、ガスによる浮力と魔道エンジンによるプロペラ推進機で大空を自在に航行する。ガス袋の表面は魔法シールドで保護されているため、被弾しても滅多なことがない限り破損することはない。人類は飛空艇を用いて大陸中を航行し、時には暗獄界をはじめとする人類未開の空を調査することもある。
暗獄界（ケイオス・プリズン）
全てが黒い霧で覆われている闇の領域。突如発生し、その中に巻き込まれたものは生きて戻れないと言われている。暗獄界の中はおびただしい数の魔物と、魔族とは違う「何か」が存在していると言われ、「地獄の門」と推察されている。人為的に発現させることも可能で、マナリア学院で学生が禁書でうっかり発現させ、暗獄界が発生した事例がある。
「混沌の闇」
暗獄界をはじめとする世界各地に存在すると言われる謎の意識体。目的など一切不明で、ありとあらゆるモノに憑依し、争いを引き起こす。
詳細は上述のシンの項を参照。
天月
ミスタルシアの夜を照らす月。天月には兎の耳を持つ「天兎」という種族がおり、女王制の国家を築いている。代々女王の家に生まれた子は幼少からミスタルシアのアシアで育てられて世の中の様々な学習を受け、一定の年齢層になると天月へ帰る習わしがある。天使同様、天月の理に背いた者は呪いを受けてミスタルシアに堕とされ、堕天して「魔兎」となる。夜に天月から照らされる光には魔力があり、同時に天兎や、魔兎にとっての力の源となる。
新世界
オリヴィエが目標としている別次元の世界。「闖入者」ドロシーが行き来することに成功している。
長い間新世界に行けるのは騎士・リザ・オリヴィエ・エミリアだけだったが現在は新世界とミスタルシアを行き来する船が定期的に出ており、新世界からミスタルシアへの観光が可能になった。
魔法
神撃のバハムートにおいての魔法は「術式」と「詠唱」の二つを使う。「術式」で器にある魔力を魔法へ変換し、呪文の「詠唱」を行い魔法を行使する。
扱う魔法は「魔力の器」の大きさに左右され、その大きさも先天的に決まっているため、いくら才能があっても魔力の器が小さいと高度な魔法は使えない。また、器の許容量を超える魔法を行使すれば精神・肉体的な負担がかかり。存在を保てなくなってしまう（例外としてマナリア魔法学院では器が小さい生徒でも魔法を学べるように魔力を増幅するモノリスが存在する）。
その一方で器を超える魔法を行使する方法や器の拡張を行うことで高度な魔法を行使することも可能だが、先述の通り精神・肉体的な代償が大きい。
「クエスト新章」に登場するアリック（アレイスター・クロウリー）は後者の方法で強大な闇魔術の行使やソロモン72柱の悪魔の召喚を可能にしているが代償として数百人分の意識が混在しており、口調や性格が頻繁に変わっている（ただし、「闇魔術を極めたい」というただ1点の目的により「クロウリー」という1人の人物を形成している）。
また、「術式」と「詠唱」を同時に行えるのはアンと騎士だけであり非常に稀有な存在とされている。
宝剣の呪い
「クエスト新章」8章から10章まで展開されている事件の引き金。現オーライン国の前身である「オルゴース王国」の建国者であり「裏切りの騎士」と語り継がれるモルドレッドが所持していた「宝剣クラレント」が持つ竜王族の加護「他者の力を借入れ、己の力となす」力が歪み、「殺し合いの儀式を行い、敗者は生命力含むすべての力を奪われ、宝剣に眠る暴竜クリーオウへ捧げる」呪いへ変貌した。解除するには殺し合いで生き残った最後の一人が宝剣に触れることで儀式は終わり、クリーオウと呪いの刻限を示す宝珠は宝剣の中へと消える。
呪いには刻限があり、宝珠に浮かんだ時間が消える前に参加者同士で殺し合いをせねばならず、刻限を過ぎても戦わない場合はルール違反の罰として暴竜クリーオウに喰われてしまう。刻限が消えるまでは2日半ほどの時間が設けられておりその間に、殺し合いをするかルールの違反者を食らいにきたクリーオウを引き下がらせることで刻限は回復する。しかし、引き下がったクリーオウが再び姿を現す時は捧げられた英雄たちの力を食らって強大になっており、ミスタルシアを幾度も救った救世の騎士でさえも防御で持ちこたえるのが精一杯である。その様子を見たロランドいわく「クリーオウに喰えない英雄はいない」と言わしめるほど。その後、騎士・ロランド・フィリア・ウォルター達の奮闘によりクリーオウと共に呪いは消滅した。

## ゲームモード

### クエスト
プレイヤーは王からの君命の下、大陸を冒険し使命を果たす騎士となり、ルピ（ゲーム内通貨）やカードを集めながらストーリーを進め、経験値を獲得してプレイヤーをレベルアップさせていく（旧クエスト）。
2016年年末から開始した「クエスト新章」ではストーリーを進めながら敵を倒して「ぷちキャラ」をレベルアップさせていく。「ぷちキャラ」は、新章のクエストで入手するトレジャーと交換、イベント配布、イベント限定ガチャの対象カード入手、「神撃のバハムート VIRGIN SOUL」特設ページからの入手がある。また、ぷちキャラたちにはそれぞれ対応するカードの種類と魔晶石がありそれらを強化していく必要もある。

### バトル
※現在は廃止されているシステム。
手持ちのカードで最大5枚のデッキを攻守それぞれで作成し、他のプレイヤーと対戦する。勝利した場合は相手プレイヤーから聖宝とルピを奪い取ることが出来る。

### イベント
騎士が大陸を冒険する中で知人やギルドから依頼を受けるという設定で、時期によってさまざまなイベントが開催されている。

## カードの入手方法
- クエストで手に入れる。
- 6色の聖宝をコンプリートする（2016年3月30日付で廃止）。
- ガチャ（後述）で手に入れる。
- 他プレイヤーとの贈り物・トレードで手に入れる。
- バザー（後述）で購入する。
- その他、イベント上位報酬など。

### ガチャ
無料ガチャ（友情ガチャ）と有料ガチャが用意されている。有料ガチャの内容や仕様は時期によって変わる。なお、有料ガチャを回すとバザーで使える「バザーチケット」が獲得できる。

### バザー
引き換え条件（アイテム、ルピ、他のカード）を設定して手持ちのカードを出品すること、および出品されたカードを購入することができる。出品、購入いずれも1回につき1枚のバザーチケットが必要。

## カードについて

### パラメータ
属性
「人」「神」「魔」の3種類がある。プレイヤーの属性と同じカードはバトル時に攻撃力/防御力が上乗せされる。
各種イベント等で手に入る「騎士の勲章」により、プレイヤーの属性以外のカードも攻撃力/防御力が上乗せされる。
名前カードの名前。変更することはできない。
レア度
カードのレアリティ。通常、高いほどレベル上限値が高く、攻撃力/防御力、戦力が高い。
レア度は低い順に、ノーマル→ハイノーマル→レア→ハイレア→Sレア→SSレア→レジェンド→Sレジェンド。
Lv.カードのレベル。
必要戦力
デッキに組み入れてバトルに使用すると、この値の分プレイヤーの持つ攻戦力/防戦力を消費する。いわゆるコスト。
攻撃力/防御力
デッキに組み入れてバトルに使用する際の値。
スキル
ハイノーマル以上の一部のカードが持つ。バトルを有利にする能力を発動する。
スキルLv.
高いほどスキルの効果が強くなる。基本的に上限Lvは10だが、Lv.Maxの時に同一カードのLv.Maxを素材にすることで最大14まで解放することができる

### 強化
他のカードを消費することでカードのLv.をアップさせる。スキル持ちのカードに対してスキル持ちのカードを消費するとスキルLv.を上げることができる。
ただし、同じ名前のカードは強化に使用することができない。

### 進化
同じ名前のカード同士を合成する。攻撃力/防御力は双方のカードから一定の割合で引き継がれるが、LvMAXのカードだと引き継ぐ割合が多くなる。進化するとカードのLv.およびスキルLv.は1に戻る。
本作のカードは4段階まで（一部カードは5段階）進化させることができ、以下のように名前が変化する。最終段階に進化すると名前の前に[]が付き、レア度が1つ上がる。
カード→カード+→カード++→[]カード
カード+同士を合成しても1段階しか進化しない。よって最終段階まで進化させるのに必要なカードの枚数は最低4枚、最大8枚となる。
```
カードを「C」で表記。
C ┐
C ┴ C+ ┐
C ┐ 　 │
C ┴ C+ ┴ C++ ┐
C ┐　　　　　 │
C ┴ C+ ┐　　 │
C ┐　　│　　 │
C ┴ C+ ┴ C++ ┴ []C
```

## 漫画

### 4コマのバハムート
ゲーム内にて配信中の4コマ漫画。ゲーム内にカードとして登場するキャラクターが繰り広げるドタバタコメディー。単行本は宝島社より発売。

#### キャラクター（4コマ）
ファイター
声 - 松岡禎丞
4コマの主人公。毎回登場するキャラクターに振り回されている。へタレでおばけが苦手。頭頂部に特徴的なアホ毛がある。理不尽な暴力を受けて瀕死の目に合うことが多いが、そのたびに復活している。
ハンサ
声 - 森久保祥太郎
聖鳥。相手の心の善悪によって見え方が異なるらしい。ファイターたちからはアヒルの姿で観られ、時には「美味そうな鳥肉」と食べられそうになることも。「マッ鳥」と呼ばれる筋肉質なボディになることもある。
リリム
イケメンを探すためにファイターたちの旅に同伴している。途中から長らく登場しなくなるが、789話で再登場を果たした。しかし誰も名前を憶えてなかった。
スケルトン
声 - 関智一
基本的にファイターたちの旅に同伴している。自称「悪霊」だが、やることは常識的。迷走しがちなファイターの歯止め役が定着しつつある。生前はイケメンの騎士隊長であったらしい。
ベビーフェルパー
声 - 金田朋子
猫獣人の少女。ひょんなことからファイターに助けられ、お礼に仲間になろうとするが（遠まわしに）断られ、それでもあきらめきれずにファイター一行の後を追うように旅をしている。出合ったモンスターに命を狙われたり、理不尽な出来事にあい、死んだ目になることも数多いが、それでも無事に、めげずに旅を続けている。近作には登場していないが、2017年のエイプリルフール企画に登場した。
口癖は「屈しニャい!!!」。
スピネ
声 - 名塚佳織
天人の少女。地上で知り合ったベビーフェルパーを何かと気にかけており、彼女の窮地には自ら助けに現れることもある。見かけはそう見えないが、実は相当強い。
現れる時は、たまによくわからないマスク（？）を被り、「天人仮面」として登場することもある。「にんじん仮面」と言われると怒る。
ケイオスソーサラー
ミスタルシア全土を暗獄界に変えようとしているマッドサイエンティストチックな魔術師。ベビーフェルパーに絡んでスピネに叩きのめされたが、それ以来、何故だか度々登場している。
ハイデーモン&ダークエレメンタル
声 - 高木渉（ハイデーモン）・白石稔（ダークエレメンタル）
聖宝を狙っている二人組の魔族。ベビーフェルパーが偶然にも聖宝を手に入れてしまい（王冠の形をしているが、本人はそうとは知らずに小物入れにしてしまっている）、それを奪取するために彼女を付け狙っている。しかしその度に様々なトラブルに遭遇しており、今のところ全く成功の兆しがない。ハイデーモンの方が兄貴分。
その他
この他開催中のイベントでの追加キャラや、新カードのキャラクターがゲストで登場する。既に登場したが、イベント終了等で本編には登場していない強烈な個性を持ったキャラクターが、再登場を果たすこともある。主にファイター、スケルトン、ハンサの3人組がイベント内容やキャラクターにツッコミを入れ、反撃を食うパターンが多いが、クエスト新章のキャラクターが登場する場合など、ファイターらが登場しないでオチがつくこともある。

#### 書誌情報（4コマ）
- 4コマのバハムート（通常版）2014年3月27日発売、ISBN 978-4-8002-2277-0
- 4コマのバハムート限定版　2014年3月29日発売、ISBN 978-4-8002-2489-7
  - 「ダークエンジェル・オリヴィエ」特製缶バッジ付き。発売日が通常版より2日遅い[5]。

### 神撃のバハムート ミスタルシアサーガ
ゲーム内にて2013年7月1日よりオリジナル・ストーリーの漫画を配信開始。ウェブコミック配信サイトのサイコミに移籍し2019年4月1日まで連載。作者は近藤るるる。単行本は、アース・スター エンターテイメントのアース・スターコミックスより1 - 3巻まで発売された後、新装版が講談社のサイコミから発売されてこちらから4巻以降も刊行された。全6巻。

#### ストーリー（ミスタルシアサーガ）
神秘の大陸ミスタルシアのとある地方で、少年・カレトが「聖櫃」を守る王都騎士団と魔族との戦闘に巻き込まれ、物語が始まる。

#### キャラクター（ミスタルシアサーガ）
カレト
主人公。センシン村で兄・ノサダと一緒に鍛冶屋を営んでいる少年。並外れた体力の持ち主で、大人が持てないほどの荷物も簡単に担いで走れるほど。鉱石場で鉱石を集めている最中、騎士団と魔族との戦闘に巻き込まれる。フロレンシアには頭が上がらない。魔法も習っており、一つだけ使える。
フロレンシア
カレトの幼馴染の見習い魔法使い。おてんばな性格で都会の生活に憧れている。
カレトと共に旅をするエミリアに嫉妬し、魔法使いとなってカレトの傍にいる事を叶えるため、「大魔導士様」と呼ばれる魔法使いローズ・パイの下で修行中。
エミリア
騎士団に入団したばかりの少女。エリックの一人娘でカレトたちと同年齢。
イヴリシア
堕天使。聖櫃を狙い、エリックたちの後を追っている。見た目からは想像がつかないが、上級悪魔。コボルトのコボを下僕として使っていたが、はぐれてしまう。その後コボを襲って食べたと思しきリザードマンたちを下僕として使っていたが、逃げられる。実際にはコボはフロレンシアに拾い上げられ、紆余曲折あってカレトの「師匠」として一緒に旅をすることになる。
エリック
王都騎士団団長。国王の命で聖櫃を運送中、魔族と遭遇し交戦する。エミリアの父親。
聖櫃を奪おうとする魔族との戦いで命を落とすが、その亡骸は天界の任務で地上に降りていたエフェメラが回収。天界の技術によってボディーガード用の傀儡として利用されてしまう。起動にはエフェメラが身につける腕輪が必要であり、それがないとただの木偶人形。そのことを知った魔族の剣士の手により手厚く葬られた。
一方、エリックの魂はカレトが持つエリックの形見のレイピアに宿っている。
ジョルジオ
聖騎士団員。目つきは悪いが面倒見のよい性格。
ノサダ
カレトの兄で熟練の鍛冶師。筋骨隆々な肉体に隻眼のひげ面と、40～50歳にしか見えない老け顔。鍛冶師の腕は優秀で、エリックのレイピアを診て、状態などを全て言い当てた。
ローズ・パイ
カレトを追いかけて旅をしていたフロレンシアが訪れた村で出会った魔法使い。村人からは「大魔導士様」と呼ばれている。頭にはひとつ目と大きく裂けた口をもつ帽子をかぶっている。
6周年記念のレジェンドガチャで排出されるカードのひとつ「ドロシー」が、彼女とよく似た姿をしている。

#### 用語（ミスタルシアサーガ）
聖櫃（アーク）
聖騎士団が運搬している聖なる櫃。フロレンシアと妖精たちから「嫌な気を感じる」と注視されている。
センシン村
カレトたちが住む村。山々に囲まれた隠れ里で妖精族と共存している。

#### 書誌情報（ミスタルシアサーガ）
- アース・スターコミックス（アース・スター エンターテイメント）1 - 3巻
  - 神撃のバハムートミスタルシアサーガ1 2015年3月12日発売、ISBN 978-4-8030-0694-0
  - 神撃のバハムートミスタルシアサーガ2 2015年3月12日発売、ISBN 978-4-8030-0695-7
  - 神撃のバハムートミスタルシアサーガ3 2015年4月11日発売、ISBN 978-4-8030-0707-7
- 講談社（サイコミ）新装版1 - 3巻＋4 - 6巻
  - 神撃のバハムートミスタルシアサーガ1 2017年9月29日発売、ISBN 978-4-06-509218-7
  - 神撃のバハムートミスタルシアサーガ2 2017年12月29日発売、ISBN 978-4-06-509238-5
  - 神撃のバハムートミスタルシアサーガ3 2018年3月30日発売、ISBN 978-4-06-509264-4
  - 神撃のバハムートミスタルシアサーガ4 2018年6月29日発売、ISBN 978-4-06-511870-2
  - 神撃のバハムートミスタルシアサーガ5 2018年9月28日発売、ISBN 978-4-06-513001-8
  - 神撃のバハムートミスタルシアサーガ6 2019年4月26日発売、ISBN 978-4-06-514223-3

## 神撃のバハムート 朽ちた黒龍の鱗
2014年8月30日発売に発売されたノベライズ。作者はゆうきりん。イラストはえなれいん(Cygames)。KADOKAWAのファミ通文庫より刊行。全1巻。

### ストーリー（朽ちた黒龍の鱗）
『神撃のバハムート』をやり込む少年・久遠円は、事前に何の告知も無く現れたイベントクエスト『朽ちた黒龍の鱗』を怪訝に思いつつもプレイしようとするミスタルシアの世界に迷い込んでしまう。

### キャラクター（朽ちた黒龍の鱗）
久遠円
主人公。

### 書誌情報（朽ちた黒龍の鱗）
- KADOKAWA（ファミ通文庫）
  - 神撃のバハムート 朽ちた黒龍の鱗 2014年8月30日発売、ISBN 978-4-04-729864-4

## CM
2012年6月から数種類のテレビCMが放映されている。日常の街中に登場した「バハムート」などのモンスターたちを、プレイヤーたちが携帯電話を片手に協力しあって倒すという内容。しかし、このストーリーは未完になっている。以降はモンスターはCG合成だが、「ダークエンジェル・オリヴィエ」はダコタ・ローズが演じている。

### スタッフ（CM）
- 演出・監督 - 神山健治
- 音楽 - 菅野よう子
- クリエイティブディレクター - 古田彰一
- 出演 - ダコタ・ローズ、山本美月、水川あさみ、逢沢りな、水木一郎、斎藤工、武田航平

## ラジオ
2013年12月11日から2018年8月29日までHiBiKi Radio Stationにて「ラジオ 神撃のバハムート バハラジ」が配信された。全245回。毎週水曜日更新。出演者は蒼井翔太と辻あゆみ。

## テレビアニメ

### 神撃のバハムート GENESIS / VIRGIN SOUL
第1期『神撃のバハムート GENESIS』（しんげきのバハムート ジェネシス）は、2014年10月より12月までUHFアニメとして放送された。5.1サラウンド制作。
第2期『神撃のバハムート VIRGIN SOUL』（しんげきのバハムート バージンソウル）は、2015年5月に製作が発表され、2017年4月より9月までMBSほか『アニメイズム』枠にて放送された。『GENESIS』の10年後を舞台としている。5.1サラウンド制作。脚本はテレビドラマ畑のベテラン脚本家大石静がキャリア初のアニメ作品として全24話を一人で担当した。

#### キャラクター (TV)

##### 『GENESIS』から登場
ファバロ・レオーネ
声 - 吉野裕行
『GENESIS』の主人公的存在。犯罪者やモンスターを狩る賞金稼ぎで、主に短剣やクロスボウを使う。陽気なお調子者だが抜け目がなく、数々の策を練って賞金首を捕らえる。
酒場でヘルヘイムへの近道を知っているとホラを吹いていた所をアーミラに偶然聴かれてしまったことから「悪魔の契約」で尻尾を生やされ、渋々アーミラをヘルヘイムへ案内することになる。
元々は盗賊ギルドの頭領・バロッサの一人息子で将来を期待されていたが、ある事件で父を失ったことをきっかけに一匹狼の賞金稼ぎになることを決意した過去がある。
『VIRGIN SOUL』にも登場。ニーナに賞金稼ぎの心得を叩き込んだ師であり、『りゅうのさと』を去った直後、かつてバハムートを封じた存在として目をつけたシャリオスに捕縛されて実験や拷問を加えられた後投獄されていた。ニーナたちの脱獄に手を貸す際に共に脱する。
基本的な性格は変わっていないろくでなしだが落ち着きと風格が出ており、ニーナとシャリオスが思いを通わせていることにもいち早く気づき、揺れ惑うニーナを諭し導いている。10年前に世界を守るためにアーミラごとバハムートを封印した選択が正しかったのか自問し続けており、最終決戦時には「世界と愛する者どっちを選ぶか」とニーナに問いかけ、彼女の選択を肯定し見送った。バハムート消滅後はふたたび風来坊に戻る。
カイザル・リドファルド
声 - 井上剛
ファバロを執拗に追う賞金稼ぎ。かつては貴族だったが、とある事件により騎士の父は死罪となり家は没落。母にも先立たれ賞金稼ぎへと身をやつす。後に幼馴染のファバロが事件に関与していたと思い込んでおり、ファバロへの復讐に燃えている。
身分を失ってなお家に伝わる長剣を武器とし、騎士の誇りに拘る堅物だが情に篤くお人好しな性格。
『VIRGIN SOUL』では幽閉されたジャンヌに代わりオルレアン騎士団の長となり、シャリオスに仕える。
日に日に強硬さを増していくシャリオスに苦言を呈するようになり、人・魔・神の共存を訴えかけた。度重なる失敗やアザゼルと通じていたことが露見し反逆者の汚名を着せられた後も行動原理は一貫して「シャリオスが何をしようとしているのか見定める」ことに終始。最終決戦時も、ジャンヌとアザゼルとの間に割って入りシャリオスを守り、決定的な三種族の不和を命を賭して回避した直後、彼に世界の真の安寧を託して絶命した。
その亡骸は後日、リタによってゾンビ化されているが、元の人格がどれほど残っているのかは不明。
アーミラ
声 - 清水理沙
高位悪魔「片翼の悪魔」で、とある目的のために天界で「神の鍵」を奪って自身に取り込み、ヘルヘイムを目指す。しかし途中で事故に遭って道しるべとなる羅針盤が壊れてしまい、あてもなく町をうろついていた所をファバロがヘルヘイムへの近道を知っているというホラ話を信じてファバロに「悪魔の契約」を施し、ヘルヘイムへの案内役をさせる。ファバロのことを「ファバ」という愛称で呼ぶ。
見た目はファバロやカイザルと変わらない年頃の美女だが、中身は世間知らずでやや幼く、マイペースな性格。食べることには並外れて貪欲で、酒に酔うとかなり陽気になる。
『VIRGIN SOUL』時では死亡しているため基本的には登場しないものの、バハムート消滅時の光の中でニーナの前に現れ、「ファバへよろしく」と言伝を残した。
『グランブルーファンタジー』にも登場する。
リタ
声 - 沢城みゆき
霧の森で行き倒れていたカイザルを助けた少女。
町医者の娘で両親と共にネブルビルで暮らしている。ネブルビルは200年前に魔獣に襲われて滅んでおり、一人生き残ったリタだけがどこかで魔導書を手に入れ、年を取らぬネクロマンサーとなり両親と町の住人たちをゾンビとして蘇らせていたが、母親のゾンビに噛まれて自身がゾンビになってしまう。
魔導書はファバロに処分されたが、魔力は残り自我を持つゾンビとして目覚めた後はカイザルと行動を共にするようになる。
幼い見た目に反し冷めた性格の年長者。頭が回るため、作戦参謀のようなことをすることもある。基本的にはお人好しで、なんだかんだ言いつつ仲間のことをサポートし、身を挺して救出に向かうこともある。
『VIRGIN SOUL』では王都で闇医者をしており、カイザルの腕から作ったゾンビの「ロッキー君」を助手にしている。
カイザルに食事に誘われたときにおめかしして出かけたり、恥じらいの表情をみせるなど、カイザルに好意を抱いていることが示唆されていた。
『グランブルーファンタジー』にも登場。
ラヴァレイ
声 - 平田広明
オルレアン騎士団副隊長。ジャンヌの右腕として王や騎士たちに信頼されている。
アーミラの母・ニコールとは旧知の仲で、長年アーミラの行方を捜索していた。再会したアーミラに出生を語った後に新たな羅針盤を渡し、協力をしていた。
その正体は第一作目の全ての黒幕にして元凶であり「マルチネ」（声 - 津田健次郎）という悪魔でベルゼビュートの側近を務めている。本来の性格も、陰湿な性格で、甘言で弄して他者を欺くことを好み様々な場所で姿を使い分け暗躍をしていた、そのため賞金首として手配されている。
その望みはバハムートを復活させ世界を滅ぼすことであり、最終的にその野望は成就するがファバロとカイザルの機転により賞金首として封印された。
ジャンヌ・ダルク
声 - 潘めぐみ
王都直属のオルレアン騎士団を率いる聖女騎士。神の天啓を受け聖女となり、神々が予言する聖なる騎士を目指している。天界は彼女を神の鍵の憑代とする予定だった。アーミラに奪われた神の鍵を取り返すため、アーミラとファバロを追う。
アザゼルに王都を襲われた際に迎撃、見事退けるが、その働きに対する国王からの「領地を与える」という褒美を断り、代わりにファバロとカイザルの騎士団への入団を推挙する。
『VIRGIN SOUL』では、神と対立するシャリオス17世への臣従を拒否して、騎士団長を解任され、王都郊外で農業に従事していた。このとき、エル（ムガロ）を授かる。
漆黒の騎士団に追われるソフィエルを匿った際に、エルが能力を発動したことで、シャリオス17世に目を付けられ、親子共々追われる身となる。その際、エルの天使の羽根を切り取って、奴隷の悪魔にまぎれこませ、自らは捕縛され、牢獄島に送られた。牢獄島では他の囚人の手助けをしながら静かに暮らしていたが、ニーナからムガロの話を聞かされ、脱獄を決意し、リタの助けで脱獄する。その後、竜族族長の力を借りて天界に赴き、エル（ムガロ）と再会を果たす。エルが人間界に逃亡した後は、ソフィエルを巻き込む形でエルを追って人間界に舞い戻る。
ニーナたちがシャリオス17世の腕輪を奪うために王宮の舞踏会に潜入した際に、偶然、エルに再会。バッカスらの説得もあり、エルが天界に帰還するのを承諾した矢先、エルを殺される。エルの殺害をシャリオス17世の命令によるものだと考え、ソフィエルと共に天界に戻ると、ソフィエルの力を受け継ぎ、人間界に対してシャリオス17世の討伐を宣言し、虐げられている者たちに彼に反旗を翻せと呼びかける。呼びかけに応じた天使・悪魔・人間の連合軍を率い、王都アナティに侵攻し、自らはシャリオス17世との決闘に臨んだ。バハムート消滅後、天界に戻る。
ゴラン
声 - 青山穣
オルレアン騎士団の副官。ジャンヌ・ダルクとラヴァレイに付き従う。賞金稼ぎの存在を快く思っていない。
バッカス
声 - 岩崎ひろし
賞金稼ぎギルドの頭領。常に酒を飲んでいる神様。馬車で移動し、ファバロやカイザルなどの賞金稼ぎに報酬を払っている。
かつて人間と恋に落ちて天界から追放された身だが、自身は「追放されたんじゃねぇ！自分から出ていってやったんだバカヤロー！」と否定している。
『VIRGIN SOUL』ではすっかり商売あがったりの暇人になっており、自分を頼ってきたニーナの保護者のような立ち位置になっている。ソフィエルからムガロの居所を探して報告するよう命令されていたにもかかわらず、ムガロを匿ったため、ムガロが天界に連れ去られたときに、一緒に天界に連行され、懲罰として軟禁された。その後、エルの世話係を命じられていたが、寝ている隙にエルに逃げられ、エルを追ううちに人間界に舞い戻る羽目になってしまう。エピローグではソフィエルとなんだかんだでいい雰囲気になっていた。
ハンサ
声 - 森久保祥太郎
バッカスに付き従う、人の言葉を話すアヒル。周囲からはバッカスのペットに見られがちだが、これでも神様。「か」を「くゎ」と発音するのが特徴。
アーミラから捕食対象にされ、会う毎に追われている。ムガロが発見されたときに、バッカスとともに天界に連行され、彼と共に軟禁された。その後、バッカスと共にエルの世話係を命じられていたが、エルに逃げられ、エルを追ううちにバッカスとともに人間界に舞い戻る羽目になってしまう。
アザゼル
声 - 森田成一
四本の角と、黒い翼を持つ堕天使。黒い蛇のような形をした魔力を操り攻撃する。ルシフェルの命に従い、神の鍵を奪ったアーミラを捜索している。カイザルの父ラウルス処刑の黒幕で、ファバロの父バロッサの盗賊団を全滅させた。
『VIRGIN SOUL』では表向きは王都で悪魔の葬儀屋をしつつ、裏では「包帯悪魔」として人間に捕らえられた同胞を解放したり、悪魔を虐待する人間を殺害したりして、賞金首となっていた。ニーナが赤い竜に変身することを期待して、悪魔たちとともにシャリオス17世に対する反乱を企てたが、ニーナが竜に変身しなかったために、反乱は失敗。仲間は皆殺しにされ、自らも捕縛された。その後、見世物として、他の悪魔との戦闘を強要され、さらにカイザルとも戦わされたが、ファバロに救出される。魔族が王都アナティに侵攻した後は積極的に戦闘に参加し、ジャンヌと共にシャリオス17世との決闘に臨んだ。バハムート消滅後、エルの墓に詣で、その後の行方は不明。
経緯は不明だが、ゲーム版・『GENESIS』と姿が異なる（角が2本になっており片側が折れている）。
『グランブルーファンタジー』にも登場。頭部に種族の特徴である角があるドラフ族の男性を「魔族」と信じて疑わず、人間に支配されているという思い込みからトラブルを起こしかける最中で団長たちに出会う。自身を「魔族」であるといい、いつのころからか魔物たちが跋扈する島「パンデモニウム」にいたが何者かの手によって空の世界に放たれたと語るも、それ以前の記憶がないため誰がアザゼルを解放したか分かっていない。「魔族」の復権のため団長たちに自身の手伝いをするよう言い放つ。その後、戦いのさなかで記憶を取り戻し、自身の正体が「魔族」ではないことを思い出す。しかし、団長には「一度は記憶を取り戻したがまた消えてしまった」とウソをつきかつての仲間を見つけ出し、全ての元凶と決着をつける事をひそかに決意している。
容姿は『VIRGIN SOUL』に近く、世界観の都合上から種族は星晶獣扱いとなっている。
ケルベロス（オス犬・メス犬）
声 - 喜多村英梨
両手に犬のぬいぐるみを持った、女の悪魔。アザゼルと共にアーミラを捜索している。両手の犬を各地に転送し、情報収集にあたる。
『VIRGIN SOUL』では悪魔が地位を失ったため、アレサンドらが立ち寄る飲み屋でホステス「ケル子」として働く人気者。
『グランブルーファンタジー』では闇属性の星晶獣として登場している
パズズ
声 - 小山剛志
様々な獣を取り込んだ巨躯の悪魔。アザゼルと共にアーミラを捜索している。嵐や雷など、天候を操る魔術を使う。
マルチネ
声 - 津田健次郎
ベルゼビュートに付き従う悪魔。『GENESIS』における事件の黒幕。目的の達成のためならば言葉巧みに甘言で相手を唆し、手のひらの上で躍らせる。
物語終盤、ファバロやジャンヌ・ダルクに謎の薬を飲ませて悪魔化させ、さらなる混沌を招き歓喜していたが倒され、封印された。
ガブリエル
声 - 藤村歩
言葉を司る四大天使の一人。ゼウスを欠いた後の神族をまとめあげる存在。『GENESIS』の戦いにおいて四大天使で唯一生き残る。
『VIRGIN SOUL』では神への信仰を忘れた人間に対し再び信仰をもたらさんとするため、配下の天使ソフィエルにムガロを捕らえさせ、ムガロに天使エルとしての能力と自覚を取り戻させる。エルの力を頼みとしてシャリオス17世に戦いを挑み、一時は戦いを優位に進めるが、シャリオス17世が切り札として古代兵器を使用したことで壊滅的打撃を受ける。
ミカエル
声 - 蒼井翔太
戦いを司る四大天使の一人。ジャンヌ・ダルクに啓示を与え、彼女がバハムートを封印する聖なる騎士になるように仕向ける。聖域から神の鍵を奪ったアーミラを取り逃したことから責任を感じている。
バハムート復活の危機に3種族が協力して事態の対処を行う最中に、マルチネの暗躍により悪魔化したジャンヌと熾烈な戦いを繰り広げる。満身創痍になりながらも悪魔化の効果を打ち消す薬を口うつしで与え悪魔化を解除に成功する。だが、肉体のダメージがあまりに多大だったため傷の修復ができず、ジャンヌの懺悔を聞き届けながら消滅した。
ラファエル
声 - 辻あゆみ
癒しを司る四大天使の一人。
ウリエル
声 - 大関英里
愛情を司る四大天使の一人。
アモン
声 - 天田益男
ファバロの父の友人であり盗賊ギルドの一員だった男。王の献上品強奪に加わった盗賊の唯一の生き残り。盗賊団壊滅後は貨物船の船長になっている。
バロッサ
声 - 金尾哲夫
ファバロの父親。表向きは大工だが裏では盗賊ギルドの頭領だった。仲間を率いて王の献上品を強奪するが、奪った宝石に宿る魔力が呼び寄せた悪魔に仲間共々殺されてしまう。
悪徳に堕する上流階級や悪魔への嫌悪を義賊としての行動原理にしていたために魔力を学ぶことを固く拒んでいた。
シャリオス13世
声 - 玄田哲章
王都アナティを治める13代国王。神と交信する権限を持つ。権威への依存心が強く、自身の権威が他者に脅かされることを恐れており、何かと天使や母の肖像画に問いかける。
ルシフェル
声 - 櫻井孝宏
六枚の翼を持つ堕天使の長。サタン無き魔族を取りまとめており、比較的には争いを避ける穏健派。『VIRGIN SOUL』では、人間たちは自滅すると見て、同胞の窮状を見ても、救いの手を伸ばさず、高みの見物を決め込んでいたが、アザゼルの談判を受けて、人間界との全面戦争を決意する。
ベルゼビュート
声 - 大友龍三郎
青黒い炎を操る巨躯の魔人。ゼウス無き神族と決戦を先導する過激派の一翼。神族との決着をつけ魔族の頂点に立つべく、自身の魔力を注いだアーミラを「神の鍵」へと仕向けた。
ニコール
声 - 清水理沙
アーミラの母で天使。とある理由で天界から追放され、特別な力を宿したアーミラをアザゼルに狙われていたためオルレアン騎士団に保護されていたがベルゼビュートによりアーミラをさらわれ、彼女を救い出すために旅に出たまま行方不明になる。
エンシェントフォレストドラゴン
声 - 飯塚昭三
次元の狭間に存在する古代の森の主。バハムートを知る数少ない存在。

##### 『VIRGIN SOUL』から登場
ニーナ・ドランゴ
声 - 諸星すみれ
『VIRGIN SOUL』の主人公的存在。賞金稼ぎとして、王都アナティへやってきた。明るくハツラツとした性格で誰からも愛されている。
王都へ来る前に前作主人公であったファバロと知り合っており、無理やり彼に弟子入りして、賞金稼ぎに必要な技術を授けてもらった後、賞金稼ぎの証として腕輪を送られ、左腕につけている。しかし、腕輪は実際には偽物（バッカスいわく神にしか腕輪をつけさせることができない）。ファバロのアドバイスに従って、王都に出た後は、バッカスの馬車を勝手に宿屋代りに住み着いている。シャリオス17世の治世で治安が改善され、賞金首がほとんど無くなってしまったため、賞金稼ぎとしての収入が見込めなくなり、力仕事の手伝いをしたりバッカスの馬車で屋台を出したりして路銀を稼いでいる。バッカスの馬車の前で腕相撲勝負をしていた時、お忍びで変装していたシャリオスと出会い恋に落ちてしまった。また、アザゼルからムガロを預かった時は、ムガロを女の子だと思い、溺愛していた。一方、家主のバッカスは軽んじている。バッカスがムガロの正体を確認するために就寝中に近づいたときは、彼がセクハラ目的でムガロに近づいたと思い込み、露骨に軽蔑した態度をとっていた。
10年前に父親を亡くして以来、若いイケメン（亡くなった父親の享年に近い年頃）の男性に近づき、胸をときめかせてしまうと、竜に変身するようになってしまったが、シャリオスと知り合った後は、シャリオス以外の男性に胸をときめかせることはなくなった。また、シャリオスとキスした後は、自分の意思で好きな時に竜に変身できるようになった。なお、アザゼルには打ち明けているが、出身の里（EDでは『りゅうのさと』と呼ばれている）ではドラゴンに変身の条件は他人には秘密とされている。変身時は赤いドラゴンでありブレスなども吐ける。
アザゼルが率いる悪魔の集団が起こした爆破事件に関わったという誤解から牢獄島に入れられてしまうが、リタの助けで脱獄し、牢獄内で知り合ったジャンヌ・ダルクを子供に会わせるべく、天界に赴いた。寝ている間にエルに服を交換されて逃亡され、エルを追ううちに人間界に舞い戻ることとなる。
シャリオス17世がバハムートを討伐する際、古代兵器の起動に協力する。その代償として声を失った。バハムート消滅後もシャリオス17世との交際は続いている。
シャリオス17世/クリス
声 - 梅原裕一郎
『VIRGIN SOUL』の時代、王都アナティを統べる若き17代国王。
まだ若者といえる年齢であるにも関わらず、神も魔族をも恐れずにその領域を侵し、人間の時代を築き上げた王。人間からの信頼は篤いが他種族からは恐れられており、その強行的な施策から、民からの支持も物語が進むに連れて陰りを見せていく。平民として郊外に埋葬された母親の墓参りを欠かさず、その帰りにお忍びで王都を出歩くこともあり、そのことが切っ掛けでニーナと出会うこととなる。
妾腹の子であり、平民としてかつてはクリスと名乗っていた。10年前のバハムート復活の際に母親を失い、その後バハムートを討伐するための強き王として即位、母親が夢見ていた王室入りを果たす。以後、神と魔族を利用してでもバハムートを討つと誓い、冷酷な王となる。しかし、祭りの前夜祭で出会ったニーナへの恋心だけは割り切ることができず、その本心を彼女に告白し、相思相愛となった。
バハムートを消滅させるために封印を解き、自らの命と引き換えに古代兵器を起動させた。ニーナと負担を分け合うことで一命は取り留めるものの視力を失い、それでも英雄として祀り上げられ国王の座を降りることはなかった。以後、三種族の融和を進めるために奴隷制などを廃止し、王都復興に尽力している。ニーナとの交際も続いており、視力を失った自分と声を失ったニーナと、ダンスを通じてコミュニケーションを取っている。
ムガロ/エル
声－釘宮理恵
アザゼルと行動を共にしていた謎の子供で、悪魔の葬儀屋を手伝っていた。
両目の色が異なるオッドアイ。その身にはシャリオスの直属配下である漆黒の騎士団が使用する力を無効化できる不思議な力を秘めている唯一の存在。
その正体はジャンヌ・ダルクが神に祈りをささげているときに授かった子供で、生まれた瞬間から二足で立ち、言葉を話すことが出来た。また、天使の羽根が生えていた。シャリオスの配下である漆黒の騎士団に殺されそうになるが、天使の羽根を切り落とされ、奴隷の悪魔に紛れた事で難を逃れる。しかし、その後、のどをつぶされ、言葉を話すことが出来なくなった。アザゼルが奴隷を虐待する人間を殺害した際、「最初に助けてくれた人についていくように」というジャンヌの教えに従って、彼と行動を共にした。アザゼルが反乱を決意した際にはニーナに預けられ、彼女からは溺愛されていた。
「ムガロ」の名前はアザゼルが呼んでいた名であり、ジャンヌと暮らしていたころは「エル」という名前（ガブリエルもエルの名でムガロに接している）。
アザゼルが反乱を起こした時に彼を助けようとしたが、そのことで天使たちに存在を知られ天界へと連れ去られ、ガブリエルの力で天使の羽根と声を取り戻した。天界でジャンヌと再会した時には、自らの存在意義を「世界に平和をもたらす」ことと定義し、ガブリエルを軽視するような発言をするなど傲慢な振る舞いをするようになるものの、人間界に降り立った後にバッカスに「お前が生まれてきたのは母親のためだ」というでたらめな説得を受け改心。親と呼べる存在であるジャンヌとアザゼルに別れを告げて天界へ移り住むことを決めたが、出発直前に功を焦ったアレサンドの凶刃によって死亡する。
ソフィエル
声 - 坂本真綾
ガブリエルに仕える四大天使の後継候補の女天使。ある任務のため人間に扮して王都にやってくる。バッカスとは浅からぬ因縁がある。
物語が始まる7年前。王都を去り、郊外で貧しくつつましやかに暮らしていたジャンヌとエル（ムガロ）が暮らす小屋に漆黒の騎士団から逃れる形で現れ、かくまって貰った事で難を逃れている。
天界で幽閉されているムガロを逃そうと隙を見ているが、ガブリエルから神に覚醒させるための儀式を進めさせられ、エルを主力とする天界による人間界への侵攻も食い止められなかった。エルが天界から逃亡した後、エルを追って人間界に戻ろうとするジャンヌを見捨てておけず、彼女と共に人間界に向かう。その際に、かつて情によって天界を去ったバッカスに共感を覚えていた。
終戦後はリドとともに下界へ降り立っている。
ディアス・バルドロメウ
声 - 間宮康弘
オルレアン騎士団にてカイザルを補佐する副官。面倒見がよく、部下であるアレサンドのことを気にかけている。
カイザルに似た謹厳実直な男で、彼が謀反人となった後も協力を惜しまなかった。王宮の重臣を脅し、シャリオス17世が秘密裏に向かった場所を聞き出した後、帝都にいられなくなる。アレサンドの弱さゆえの行動原理を最後まで理解することはできず、分かり合うことのないまま彼の最期を看取ることになった。
アレサンド・ヴィスポンティ
声 - 小野賢章
アナティの貴族の生まれで、親のコネによりオルレアン騎士団に入団した若手騎士。
虚栄心が強く、ジャンヌ・ダルクへの憧れをもって入団したにも関わらず、うだつの上がらないカイザル率いるオルレアン騎士団の現状を不満に思っている。国王に重用されている漆黒兵団に取り入ろうと目論み、聖なる子であるムガロを殺害するという凶行に及ぶが、漆黒兵団が命をなげうった者たちと知ると怖気づき、オルレアン騎士団の指揮官の座におさまったあとも、自分が最終決戦の火蓋を切った現実を受け入れられずにいた。決戦のさなかディアスと対峙するも逃亡し、路地裏に居た悪魔の子供を保護しようとするも、その子供に刺殺されてしまう。
ギリアン
声 - 白熊寛嗣
神や魔族を押さえ込む能力を持つ「漆黒兵団」の隊長。
寡黙な男だがシャリオス17世への忠誠心は非常に高く、漆黒兵団の例に漏れず命と引き換えに超常的な力を発揮して任務に臨んでいる。一方でニーナに惹かれるシャリオスの覚悟をたびたび試すような行動に訴えることもあった。決戦時はジャンヌとアザゼルからシャリオスを守るべく前線に立ち奮戦するものの、既に肉体が限界に達していたため戦闘中に絶命する。
元は王宮の執事であり、マルチネが10年前に残したバハムートに関する資料を発見、ひいてはシャリオスが即位する切っ掛けにもなった人物。
竜族族長
声 - 野沢雅子
『りゅうのさと』に住む老婆。独特の方言で話す。2000年前にバハムートとの戦いで傷ついた神を天界に送り届けたことがあり、天界への行き方を知っている。現在でも竜に変身することができ、そのサイズはニーナの竜形態を遥かに上回る巨躯を誇る。

#### スタッフ
|                                               | 第1期          | 第2期            |
| --------------------------------------------- | -------------- | ---------------- |
| 原作・製作                                    | Cygames        | Cygames          |
| 監督・ コンセプトデザイン ワークス・ 音響監督 | さとうけいいち | さとうけいいち   |
| 副監督                                        | 小林寛         | N/A              |
| シリーズ構成                                  | 長谷川圭一     | N/A              |
| キャラクターデザイン 総作画監督               | 恩田尚之       | 恩田尚之         |
| モンスター&ガジェット デザイン                | 安藤賢司       | 安藤賢司         |
| セットデザイン                                | 佐藤肇         | 佐藤肇           |
| エフェクト アニメーション                     | 橋本敬史       | 橋本敬史         |
| 美術監督                                      | 中村豪希       | 中村豪希         |
| 色彩設計                                      | 三笠修         | 三笠修           |
| VFXスーパーバイザー                           | 森川万貴       | 森川万貴         |
| 撮影監督                                      | 吉岡宏夫       | 淡輪雄介         |
| CGIディレクター                               | 須貝真也       | 伊藤敬之         |
| 編集                                          | 廣瀬清志       | 廣瀬清志         |
| 音楽                                          | 池頼広         | 池頼広           |
| プロデューサー                                | 木村唯人       | 竹中信広、大塚学 |
| アニメーション プロデューサー                 | 大塚学         | 増田克人         |
| アニメーション制作                            | MAPPA          | MAPPA            |

#### 主題歌
「EXiSTENCE」
第1期オープニングテーマ。作詞はMAH、作曲・編曲・歌はSiM。
「Promised Land」
第1期エンディングテーマ。作詞・歌は清水理沙（サスシンバルとウィンドチャイムの演奏も担当）、作曲・編曲は池頼広。
「LET iT END」
第2期第1クールオープニングテーマ。作詞はMAH、作曲・編曲・歌はSiM。
「Walk This Way」
第2期第2クールオープニングテーマ。作詞はU、作曲・編曲はWolf Junk ＆ U.M.E.D.Y.、歌はTHE BEAT GARDEN。
「拝啓グッバイさようなら」
第2期第1クールエンディングテーマ。作詞・歌はDAOKO、作曲は多保孝一、Taku Inoue、DAOKO、編曲はTaku Inoue。
「Cinderella step」
第2期第2クールエンディングテーマ。作詞・作曲・歌はDAOKO、編曲は江島啓一。

#### 各話リスト
| 話数                         | サブタイトル                   | 脚本                     | 絵コンテ                           | 演出                              | 作画監督                                                                                               |
| 神撃のバハムート GENESIS     | 神撃のバハムート GENESIS       | 神撃のバハムート GENESIS | 神撃のバハムート GENESIS           | 神撃のバハムート GENESIS          | 神撃のバハムート GENESIS                                                                               |
| ---------------------------- | ------------------------------ | ------------------------ | ---------------------------------- | --------------------------------- | --- |
| episode01                    | Encounters in Wytearp          | 長谷川圭一               | さとうけいいち 小林寛              | 松見真一 武藤健司                 | 細越裕治、羽山賢二 海老原雅夫                                                                          |
| episode02                    | Escape from Livian             | 長谷川圭一               | 芦野芳晴                           | 若林厚史                          | 細越裕治、羽山賢二、海老原雅夫 日向正樹、村山公輔                                                      |
| episode03                    | Fog of Nebelville              | 谷崎あきら               | 岩瀧智                             | 松見真一 Kim Dong Jun             | Kim Dong Jun                                                                                           |
| episode04                    | Reunion at Ysmenport           | 長谷川圭一               | 初見浩一                           | 松見真一 武藤健司                 | 海老原雅夫、日向正樹、阿部恒 新岡浩美、細越裕治、山下喜光 西村貴世、若林厚史、羽山賢二                 |
| episode05                    | Rescue in Sword Valley         | 谷崎あきら               | サトウシンジ                       | 松見真一 井端義秀                 | 白先チエミ、高松さや、細越裕治 羽山賢二、海老原雅夫、日向正樹 村山公輔、山下喜光、羽田浩二 KIM YONGSIK |
| episode06                    | Anatae,Part1:Legendary Saint   | 長谷川圭一               | 一白早馬                           | 松見真一 阿部雅司                 | 小畑賢、武本大介 西山忍                                                                                |
| episode6.5 （総集編）        | Roundup                        | -                        | -                                  | -                                 | - |
| episode07                    | Anatae,Part2:The Storm Rages   | 赤星政尚                 | 小林寛                             | 黒川智之 猪狩崇                   | 山下喜光、阿部恒 日向正樹、山本美佳                                                                    |
| episode08                    | Anatae,Part3:Beyond The Storm  | 長谷川圭一               | サトウシンジ                       | 松見真一 Kim Dong Jun             | Kim Dong Jun                                                                                           |
| episode09                    | Decision in the Wailing Woods  | 谷崎あきら               | 武藤健司                           | 松見真一 伊藤史夫                 | 山下喜光、阿部恒、新沼大祐 秋田学、細越裕治                                                            |
| episode10                    | Helheim, Land of Lies          | 長谷川圭一               | 上村泰                             | 若林厚史 阿部雅司 黒川智之        | 小畑賢、武本大介 西山忍、阿部恒 日向正樹、阿比留隆彦                                                   |
| episode11                    | All Roads Lead to Abos         | 長谷川圭一               | 岩瀧智                             | 竹内浩志                          | 海老原雅夫、岩瀧智 細越裕治、阿部恒                                                                    |
| episode12                    | Rage of Bahamut                | 長谷川圭一               | 山下明彦                           | 山下明彦                          | 山下喜光、阿部恒 羽山賢二、細越裕治                                                                    |
| 神撃のバハムート VIRGIN SOUL |                                |                          |                                    |                                   | |
| episode01                    | Red Dragon                     | 大石静                   | 岩瀧智 さとうけいいち 横山彰利     | 澤井幸次                          | 桑原幹根、秋田学                                                                                       |
| episode02                    | The Miserables                 | 大石静                   | 窪岡俊之 横山彰利                  | サトウシンジ 松浦直紀             | 崔ふみひで、加藤雅之                                                                                   |
| episode03                    | Close Encounter                | 大石静                   | 三原三千夫 横山彰利                | 竹内浩志                          | 南出太郎、鎌田晋平                                                                                     |
| episode04                    | Firestarter                    | 大石静                   | 寺岡巌 横山彰利                    | 若林厚史                          | 岩瀧智、羽山賢二、日向正樹                                                                             |
| episode05                    | Those Who Won't Give Up        | 大石静                   | 塩月小鳥 横山彰利                  | 大野和寿                          | 桑原剛、高乗陽子、青野厚司                                                                             |
| episode06                    | Anatean Holiday                | 大石静                   | 横山彰利                           | 西宮大祐 若林厚史                 | 諸貫哲朗、鎌田晋平                                                                                     |
| episode07                    | The Day of Victory             | 大石静                   | 川尻善昭 さとうけいいち            | 大野和寿                          | 秋田学、桑原幹根                                                                                       |
| episode08                    | The Day of Defeat              | 大石静                   | 川尻善昭 さとうけいいち            | 山口美浩                          | 桑原幹根、秋田学、高乗陽子                                                                             |
| episode09                    | Same Old, Same Old             | 大石静                   | 澤井幸次 横山彰利                  | 澤井幸次                          | 青野厚司、高乗陽子                                                                                     |
| episode10                    | The Way She Was                | 大石静                   | 竹内浩志 横山彰利                  | 小林孝志                          | 加藤雅之、崔ふみひで                                                                                   |
| episode11                    | Declaration of War             | 大石静                   | 岩瀧智 横山彰利                    | 小林孝志                          | 桑原幹根、高乗陽子、青野厚司                                                                           |
| episode12                    | The Great Escape               | 大石静                   | 片山一良 横山彰利                  | 松田清                            | 鎌田晋平、崔ふみひで、加藤雅之                                                                         |
| episode13                    | A Farewell to Arms             | 大石静                   | 前田真宏 横山彰利                  | 若林厚史                          | 岩瀧智                                                                                                 |
| episode14                    | Homecoming                     | 大石静                   | 澤井幸次 横山彰利                  | 大野和寿                          | 秋田学、桑原剛 清水貴子、崔ふみひで                                                                    |
| episode15                    | City of the Gods, Part1        | 大石静                   | サトウシンジ 横山彰利              | 山口美浩                          | 首藤武夫、加藤雅之 高乗陽子、西澤千恵                                                                  |
| episode16                    | City of the Gods, Part2        | 大石静                   | 岩瀧智弘 横山彰利                  | 森邦宏                            | 岩瀧智、青野厚司、桑原幹根                                                                             |
| episode17                    | Virgin Souls                   | 大石静                   | 室井ふみえ さとうけいいち 横山彰利 | 小坂春女                          | 崔ふみひで、桑原剛、安彦英二                                                                           |
| episode18                    | Invictus                       | 大石静                   | さとうけいいち                     | 小林孝志                          | 加藤雅之、鎌田晋平、加藤洋人 高乗陽子                                                                  |
| episode19                    | Shall We Dance?                | 大石静                   | 片山一良 さとうけいいち            | 若林厚史                          | 西澤千恵、首藤武夫、桑原幹根 高澤美佳                                                                  |
| episode20                    | From Heaven to Hell            | 大石静                   | 寺岡巌 さとうけいいち              | 松田清                            | 岩瀧智、青野厚司、桑原剛                                                                               |
| episode21                    | Vengeance                      | 大石静                   | さとうけいいち                     | 山田弘和                          | 加々美高浩、加藤雅之、崔ふみひで 羽山賢二                                                              |
| episode22                    | Which Way Is the Wind Blowing? | 大石静                   | さとうけいいち                     | 小林孝志                          | 首藤武夫、桑原幹根、西澤千恵 松本昌代、島崎望、加藤洋人                                                |
| episode23                    | Rise of the Nightmare          | 大石静                   | さとうけいいち                     | 若林厚史 松田清 山田弘和 黒川智之 | 首藤武夫、崔ふみひで、加藤雅之 岩瀧智、桑原幹根、桑原剛 工原しげき、羽山賢二、松本昌代                 |
| episode24                    | Run,Nina,Run                   | 大石静                   | さとうけいいち                     | 松田清                            | 岩瀧智、西澤千恵、高田陽介                                                                             |

#### 放送局
| 放送期間                                                                    | 放送時間                     | 放送局     | 対象地域 | 備考                      |
| --------------------------------------------------------------------------- | ---------------------------- | ---------- | -------- | ------------------------- |
| 2014年10月6日 - 12月29日                                                    | 月曜 23:30 - 火曜 0:00       | サンテレビ | 兵庫県   |                           |
| 2014年10月7日 - 12月30日                                                    | 火曜 0:00 - 0:30（月曜深夜） | TOKYO MX   | 東京都   |                           |
|                                                                             | 火曜 1:00 - 1:30（月曜深夜） | KBS京都    | 京都府   |                           |
|                                                                             | 火曜 1:35 - 2:05（月曜深夜） | テレビ愛知 | 愛知県   |                           |
| 2014年10月8日 - 12月31日                                                    | 水曜 21:30 - 22:00           | AT-X       | 日本全域 | CS放送 / リピート放送あり |
| 2014年10月9日 - 2015年1月1日                                                | 木曜 0:00 - 0:30（水曜深夜） | BS11       | 日本全域 | BS放送 / 『ANIME+』枠     |
| 2014年10月11日 - 2015年1月3日                                               | 土曜 1:50 - 2:20（金曜深夜） | サガテレビ | 佐賀県   |                           |
| TOKYO MX・BS11では、5.1chサラウンドと通常のステレオ放送の二重音声にて放送。 |                              |            |          |                           |

| 配信開始日     | 配信時間                     | 配信サイト             |
| -------------- | ---------------------------- | ---------------------- |
| 2014年10月7日  | 火曜 2:05（月曜深夜） 更新   | 楽天ショウタイム GYAO! |
|                | 火曜 2:05 - 2:30（月曜深夜） | ニコニコ生放送         |
|                | 火曜 2:30（月曜深夜） 更新   | ニコニコチャンネル     |
|                | 火曜 12:00 更新              | バンダイチャンネル     |
| 2014年10月14日 |                              | dアニメストア          |

| 放送期間                                                              | 放送時間                                                  | 放送局     | 対象地域   | 備考                      |
| --------------------------------------------------------------------- | --------------------------------------------------------- | ---------- | ---------- | ------------------------- |
| 2017年4月8日 - 9月30日                                                | 土曜 1:55 - 2:25（金曜深夜）                              | TBSテレビ  | 関東広域圏 | 字幕放送                  |
| 2017年4月8日 - 7月1日 2017年7月8日 - 9月30日                          | 土曜 2:10 - 2:40（金曜深夜） 土曜 1:55 - 2:25（金曜深夜） | 毎日放送   | 近畿広域圏 | 企画協力 / 字幕放送       |
| 2017年4月8日 - 9月30日                                                | 土曜 2:39 - 3:09（金曜深夜）                              | CBCテレビ  | 中京広域圏 |                           |
| 2017年4月9日 - 10月1日                                                | 日曜 0:00 - 0:30（土曜深夜）                              | BS-TBS     | 日本全域   | BS放送                    |
|                                                                       | 日曜 21:30 - 22:00                                        | AT-X       | 日本全域   | CS放送 / リピート放送あり |
| 2017年4月11日 - 10月3日                                               | 火曜 1:25 - 1:55（月曜深夜）                              | サガテレビ | 佐賀県     |                           |
| TBS・毎日放送・CBC・BS-TBSは『アニメイズム』枠、5.1chサラウンド放送。 |                                                           |            |            |                           |

『VIRGIN SOUL』はインターネットではAmazonプライム・ビデオにて、同年4月8日から9月30日まで土曜 更新（金曜深夜）に独占配信された。

#### 関連商品

##### BD
| 巻  | 発売日        | 収録話          | 規格品番  |
| --- | ------------- | --------------- | --------- |
| I   | 2015年1月28日 | 第1話 - 第3話   | GNXA-1126 |
| II  | 2015年3月25日 | 第4話 - 第6話   | GNXA-1127 |
| III | 2015年4月22日 | 第7話 - 第9話   | GNXA-1128 |
| IV  | 2015年5月27日 | 第10話 - 第12話 | GNXA-1129 |

| 巻  | 発売日         | 収録話          | 規格品番  |
| --- | -------------- | --------------- | --------- |
| I   | 2017年9月21日  | 第1話 - 第6話   | GNXA-2001 |
| II  | 2017年10月25日 | 第7話 - 第12話  | GNXA-2002 |
| III | 2017年11月22日 | 第13話 - 第18話 | GNXA-2003 |
| IV  | 2017年12月29日 | 第19話 - 第24話 | GNXA-2004 |

##### CD
| 発売日        | タイトル                                              | 規格品番                                                 |
| ------------- | ----------------------------------------------------- | -------------------------------------------------------- |
| 2015年4月29日 | 神撃のバハムート GENESIS オリジナル・サウンドトラック | GNCA-1387（特装版〈初回限定生産〉 ） GNCA-1388（通常版） |

##### 書籍
- 神撃のバハムート GENESIS アートワークス（2015年4月28日発売、一迅社、ISBN 978-4-7580-1423-6）

#### 関連番組
神撃のバハムート GENESIS 夜のファンタジー
ニコニコ生放送で2014年10月6日より毎週月曜23時 - 23時30分に配信された。先週放送分を制作スタッフによるトークを交えながら振り返るというもの。
このうち第七夜（11月17日配信）ではアニメ『SHIROBAKO』とのコラボ企画で、出演者一同が同作を制作しているP.A.WORKSに出張している。この中で、本作は当初はP.A.WORKSに制作を打診したもののスケジュールの都合で断られ、同社からMAPPAを紹介されたことを明かしている。
バハジェネ劇場
ソーシャルゲーム内で公開の短編ボイスドラマ。

#### 関連作品
神撃のバハムート TWIN HEADS
2016年8月23日から2017年8月20日までサイコミにて連載。講談社より単行本が発売。作画はRyota-H、脚本は蝉川タカマル。
- 神撃のバハムート TWIN HEADS1 2017年7月28日発売、ISBN 978-4-06-509200-2
- 神撃のバハムート TWIN HEADS2 2017年8月30日発売、ISBN 978-4-06-509210-1
- 神撃のバハムート TWIN HEADS3 2017年9月29日発売、ISBN 978-4-06-509217-0

| 毎日放送 アニメイズム B1                                                                          | 毎日放送 アニメイズム B1                                                         | 毎日放送 アニメイズム B1                                         |
| 前番組                                                                                            | 番組名                                                                           | 次番組                                                           |
| ------------------------------------------------------------------------------------------------- | -------------------------------------------------------------------------------- | ---------------------------------------------------------------- |
| 青の祓魔師 京都不浄王篇                                                                           | 神撃のバハムート VIRGIN SOUL                                                     | 結城友奈は勇者である -鷲尾須美の章-/-勇者の章-                   |
| 毎日放送 土曜 2:25 - 2:40（金曜深夜） 枠                                                          |                                                                                  |                                                                  |
| 青の祓魔師 京都不浄王篇 ※2:10 - 2:40                                                              | 神撃のバハムート VIRGIN SOUL (episode1 - 13)                                     | 将国のアルタイル ※2:25 - 2:55 【本番組より『アニメイズム』B2枠】 |
| 毎日放送 土曜 1:55 - 2:10（金曜深夜） 枠                                                          |                                                                                  |                                                                  |
| 万年B組ヒムケン先生 ※1:35 - 2:05スキマだジャルジャル ※2:05 - 2:10 【1:50 - 1:55に繰り上げて継続】 | 神撃のバハムート VIRGIN SOUL (episode14 - 24) 【本番組より『アニメイズム』B1枠】 | 結城友奈は勇者である -鷲尾須美の章-/-勇者の章- ※1:55 - 2:25      |

### マナリアフレンズ
ゲーム内イベント「マナリア魔法学院」のアニメ化作品。『マナリアフレンズ』の題で2019年1月から3月までTOKYO MXほかにて放送された。当初はスタジオ雲雀が制作し、『神撃のバハムート マナリアフレンズ』の題で2016年4月より『ULTRA SUPER ANIME TIME』枠にて放送予定だったが、諸般の事情により放送が延期され、制作スタッフも刷新された。
各話ごとにテレビ未放送の「エクストラパート」が存在し、ゲームアプリ『神撃のバハムート』『グランブルーファンタジー』内で配信しているほか、一部のアニメ配信サイトで本編とあわせて配信している。

#### キャラクター（マナリアフレンズ）
本編で記載のあるキャラクターは別途キャラクターの節を参照。

##### 生徒
アン
声 - 日笠陽子
マナリア王国の王女。魔法で水の上に浮いたり歩いたり出来るが泳げない。詳細は#アン参照。
グレア
声 - 福原綾香
魔竜族の姫君。誰にも言えない子供の頃からの尻尾を抱いて寝る癖がある。詳細は#グレア参照。
ハンナ
声 - 水樹奈々
生徒会長。詳細は#ハンナ参照。
オーウェン
声 - 羽多野渉
アンの護衛のために入学した近衛騎士。アンの邪魔にならない程度にそばで見守っており、有事の際にはアンとともに行動する。
ルゥ
声 - こやまきみこ
新入生。詳細は#ルゥ参照。
ウィリアム
声 - 内田雄馬
図書委員。
ポピー
声 - Lynn
生徒会の書記。ハンナを慕っている。

##### 教師
ミランダ
声 - 井上喜久子
女性教師。学校に内緒で手作り服を売る店をやっている。詳細は#ミランダ参照。
ハインライン
声 - 沢城千春
男性教師。
ジル
声 - 中博史
男性老教師。

#### スタッフ（マナリアフレンズ）
- 原作 - Cygames[15]
- 監督 - 岡本英樹[15]
- シリーズ構成 - 関根聡子[15]
- キャラクターデザイン - 吉田南[15]
- プロップデザイン - 橋本真樹
- 色彩設計 - 角美智子
- 美術監督 - 川本亜夕
- 美術設定 - 橋本真樹、挟田修
- 撮影監督 - 米澤寿
- 編集 - 肥田文
- 音楽 - 渡邊崇[15]
- 音響監督 - 田中亮
- プロデューサー - 守屋竜史、兼岩元子
- アニメーションプロデューサー - 鹿嶌舜
- アニメーション制作 - CygamesPictures[15]

#### 各話リスト（マナリアフレンズ）
| 話数   | サブタイトル | 脚本       | 絵コンテ | 演出            | 作画監督                                          | 総作画監督     |
| ------ | ------------ | ---------- | -------- | --------------- | ------------------------------------------------- | -------------- |
| 第1話  | アンとグレア | 関根聡子   | 岡本英樹 | 岡本英樹        | 吉田南、村山公輔                                  | 吉田南         |
| 第2話  | 竜姫悶える   | 梅下幸之助 | 岡本英樹 | 孫承希 岡本英樹 | 角田桂一、吉田南、村山公輔                        | 吉田南         |
| 第3話  | 姫様の休日   | 関根聡子   | 岡本英樹 | 岡本英樹        | 小澤円、上野卓志                                  | 吉田南、小澤円 |
| 第4話  | 試験期間     | 関根聡子   | 村山公輔 | 茉田哲明        | 崎口かおり、助川裕彦、吉岡佳宏 角田桂一、重国勇二 | 吉田南         |
| 第5話  | 学院陥落     | 関根聡子   | 岡本英樹 | 岡本英樹        | 角田桂一、門智昭                                  | 小澤円         |
| 第6話  | 海に浮く     | 関根聡子   | 工藤利春 | 内山まな        | 上野卓志、吉岡佳宏、重国勇二                      | 吉田南         |
| 第7話  | かくれんぼ   | 関根聡子   | 鈴木行   | 高橋亨          | 助川裕彦                                          | 小澤円         |
| 第8話  | 祭演の裏     | 関根聡子   | 鈴木行   | 高橋亨          | 角田桂一、重国勇二、助川裕彦 上野卓志             | 吉田南         |
| 第9話  | 或る日…      | 関根聡子   | 春藤佳奈 | 鈴木芳成        | 門智昭、徳田夢之介                                | 小澤円         |
| 第10話 | ふたりの誓い | 関根聡子   | 岡本英樹 | 岡本英樹        | 角田桂一、重国勇二、助川裕彦 熊谷勝弘、石崎夏海   | 吉田南         |

#### 放送局（マナリアフレンズ）
| 放送期間                | 放送時間                     | 放送局      | 対象地域 | 備考                      |
| ----------------------- | ---------------------------- | ----------- | -------- | ------------------------- |
| 2019年1月21日 - 3月25日 | 月曜 0:30 - 0:45（日曜深夜） | TOKYO MX    | 東京都   |                           |
|                         | 月曜 0:45 - 1:00（日曜深夜） | BS11        | 日本全域 | BS放送 / 『ANIME+』枠     |
| 2019年1月22日 - 3月26日 | 火曜 0:30 - 0:45（月曜深夜） | AT-X        | 日本全域 | CS放送 / リピート放送あり |
|                         | 火曜 22:45 - 23:00           | J:COMテレビ | 日本国内 | CATV                      |

| 配信開始日    | 配信時間        | 配信サイト                                                                                           | 備考                   |
| ------------- | --------------- | --- | ---------------------- |
| 2019年1月21日 | 月曜 0:30 更新  | dアニメストア                                                                                        | エクストラパートも配信 |
| 2019年1月22日 | 火曜 0:00 更新  | J:COMオンデマンド みるプラス ビデオパス ひかりTV FOD GYAO! あにてれ AbemaTV                          | エクストラパートも配信 |
|               |                 | Amazonビデオ dTV ニコニコ動画 ビデオマーケット TSUTAYA TV Rakuten TV Google Play クランクイン!ビデオ |                        |
|               | 火曜 12:00 更新 | U-NEXT アニメ放題                                                                                    | エクストラパートも配信 |
|               |                 | バンダイチャンネル HAPPY!動画                                                                        |                        |

#### BD（マナリアフレンズ）
| 巻 | 発売日       | 収録話         | 規格品番  |
| -- | ------------ | -------------- | --------- |
| I  | 2019年3月2日 | 第1話 - 第5話  | BIXA-1141 |
| II | 2019年4月2日 | 第6話 - 第10話 | BIXA-1142 |

#### 関連作品（マナリアフレンズ）
神撃のバハムート マナリアフレンズ
2016年5月8日から2017年11月26日までサイコミにて連載。講談社より単行本が発売。作画は水田ケンジ。全2巻。
- 神撃のバハムート マナリアフレンズ1 2017年8月30日発売、ISBN 978-4-06-509213-2
- 神撃のバハムート マナリアフレンズ2 2018年1月28日発売、ISBN 978-4-06-509242-2

## 他作品とのコラボレーション
キャンペーンの、アイドルマスター シンデレラガールズ スターライトステージ、ゼロの使い魔、ユーリ!!! on ICE、食戟のソーマ、ゾンビランドサガ、プリンセスコネクト!Re:Diveではオリジナルのイベントストーリーも展開される。
セトルリン
2012年6月にコラボキャンペーンが開始され、神撃のバハムートのキャラクターの衣装を纏ったセトルリンのカードが配信された。

夢幻戦紀ドラゴノア
2013年1月にコラボキャンペーンが開始され、エヴのカードが配信された。

ナイツオブグローリー
2013年11月にコラボキャンペーンが開始され、リアのカードが配信された。

初音ミク（VOCALOID）
2014年1月からコラボキャンペーンが開始され、初音ミクのカードが配信された。カードでオリジナル楽曲を視聴することができる。一部のカードには、他のVOCALOIDのキャラクターのものもある。

アイドルマスター シンデレラガールズ スターライトステージ
2015年10月からコラボキャンペーンが開始。イベントに参加すると前川みく、多田李衣菜、木村夏樹のカードが配布された。貢献度獲得、イベントガチャにて安部菜々、高垣楓のカードが貰える。2016年7月から第2弾イベントが行われ、新たなカードが入手可能だった。

ゼロの使い魔
2016年5月17日からコラボキャンペーンが開始。イベントに参加することでルイズ、サイト、タバサのカードが配布された。また、『ゼロの使い魔』コラボガチャにて「LG ルイズ」のカードも登場した。2017年3月17日から第2弾イベントが行われ、新たなカードが入手可能だった。

Shadowverse
2016年10月31日からコラボキャンペーンが開始され、アリサとイザベルのカードが配布された。

ユーリ!!! on ICE
2017年2月15日からコラボキャンペーンが開始。イベントに参加することで勝生勇利、ヴィクトル、ユーリ・プリセツキーのカードが配布された。

食戟のソーマ
2018年5月31日からコラボキャンペーンが開始。イベントに参加することで幸平創真のカードが、貢献度などの報酬で、薙切えりな、田所恵、新戸緋沙子のカードが配布されるなどした。

ゾンビランドサガ
2019年5月31日からコラボキャンペーンが開始。イベントに参加することで源さくらのカードが、同じようにイベント参加やガチャにてフランシュシュ、ロメロ＆巽 幸太郎、水野愛＆紺野純子のカードが配布されるなどした。2021年11月14日に前述と同じ内容が復刻開催された。

プリンセスコネクト!Re:Dive
2021年7月31日からコラボキャンペーンが開始。イベントに参加することで育成によって描かれるキャラの変わる美食殿のカードが配布された。

## 関連商品

### 書籍
神撃のバハムート 開運帖2012年8月号増刊
発行：イースト・プレス ASIN:B0087OT3WW
2012年6月26日発売。イラストを中心に丸々一冊特集を組まれた雑誌。
神撃のバハムート オフィシャルアートワークス
発行：エンターブレイン ISBN 978-4-04-728614-6
2012年12月7日発売。ゲーム中に登場するイラストや、メイキングイラストなど150枚以上を収録した画集。
神撃のバハムート COLLECTION BOX BOOK
発行：宝島社 ISBN 978-4-8002-1864-3
2014年5月22日発売。いくつかのグッズと小冊子が入ったボックスブック。
神撃のバハムート OFFICIAL ILLUSTRATIONS
発行：一迅社 ISBN 978-4-7580-1424-3
2015年2月3日発売。イラストレーター総勢65名が手がける高レアリティの美麗イラストを多数収録した最新画集。

### CD
Open your mind（HKMM-0010）
2014年3月26日発売。吟遊詩人・エルタのキャラクターソングCD。
1. Open your mind
  - 歌：ワンダラーミンストレル・エルタ（蒼井翔太）

2. 天使のレクイエム -海の女神に歌を捧げる儀式の為の唄-
  - 歌：ワンダラーミンストレル・エルタ（蒼井翔太）

3. Open your mind（off vocal）
4. 天使のレクイエム -海の女神に歌を捧げる儀式の為の唄-（off vocal）

Holy Future
2014年8月20日発売。エイプリルフールイベントにて使用されたルシウスのキャラクターソングを収録。
ドラマパートにはアーカス（石田彰）、ティナ（堀江由衣）も登場。
1. Hory Future
  - 歌：ミスタルシアスター・ルシウス（子安武人） / 台詞：アーカス（石田彰）

2. Voice Drama 「ミスタルシアスターになるため…」
3. Voice Drama 「妹との再会」
4. Hory Future -Instrumental-

Crossing Destiny
2014年12月28日 - 30日に開催された「コミックマーケット87」のCygamesブースにて販売された『神撃のバハムートセット』に付属したCD。
1. Crossing Destiny
  - 歌：アン（日笠陽子）・グレア（福原綾香）

2. スペシャルボイスドラマ「彼女がメイドに着替えたら」
  - 出演：アン（日笠陽子）・グレア（福原綾香）・ハンナ（水樹奈々）

3. Crossing Destiny 〜Instrumental〜